# Liste des lignes de trolleybus et de bus de Lausanne
La liste des lignes de trolleybus et de bus des TL recense l'ensemble des actuelles lignes routières exploitées par les Transports publics de la région lausannoise (TL).
Jusqu'en 2017, certaines lignes étaient sous-traitées par Minibus service SA (MSA). Puis elles ont été progressivement reprises par les TL qui ont également ré-engagé 34 des collaborateurs de MSA.
Voir aussi : Anciennes lignes de bus et trolleybus des TL

## Présentation
Les lignes sont listées indépendamment du mode (trolleybus ou autobus) ou du type de ligne (agglomération ou régionale). La fréquentation des lignes provient du rapport d'activités 2021 des TL et correspond donc à la fréquentation de l'année en question.
La liste ci-dessous reprend les parcours en vigueur à partir du 6 décembre 2022.

### Lignes 1 à 9
| Ligne | Caractéristiques | Caractéristiques                                                                 | Caractéristiques                                                                 | Caractéristiques                                                                 | Caractéristiques                                                                 | Caractéristiques                                                                 | Caractéristiques                                                                 | Caractéristiques                                                                 | Caractéristiques                                                                 |
| 1     | Lausanne, Maladière (Écublens, EPFL/Colladon en semaine) ⥋ Lausanne, Blécherette | Lausanne, Maladière (Écublens, EPFL/Colladon en semaine) ⥋ Lausanne, Blécherette | Lausanne, Maladière (Écublens, EPFL/Colladon en semaine) ⥋ Lausanne, Blécherette | Lausanne, Maladière (Écublens, EPFL/Colladon en semaine) ⥋ Lausanne, Blécherette | Lausanne, Maladière (Écublens, EPFL/Colladon en semaine) ⥋ Lausanne, Blécherette | Lausanne, Maladière (Écublens, EPFL/Colladon en semaine) ⥋ Lausanne, Blécherette | Lausanne, Maladière (Écublens, EPFL/Colladon en semaine) ⥋ Lausanne, Blécherette | Lausanne, Maladière (Écublens, EPFL/Colladon en semaine) ⥋ Lausanne, Blécherette | Lausanne, Maladière (Écublens, EPFL/Colladon en semaine) ⥋ Lausanne, Blécherette |
| ----- | --- | -------------------------------------------------------------------------------- | -------------------------------------------------------------------------------- | -------------------------------------------------------------------------------- | -------------------------------------------------------------------------------- | -------------------------------------------------------------------------------- | -------------------------------------------------------------------------------- | -------------------------------------------------------------------------------- | -------------------------------------------------------------------------------- |
| 1     | Ouverture / Fermeture 1938/1939 / — | Longueur 8 (?) km                                                                | Durée 38 (51) min                                                                | Nb. d’arrêts 25 (33)                                                             | Matériel Trolleybus                                                              | Jours de fonctionnement L, Ma, Me, J, V, S, D                                    | Jour / Soir / Nuit / Fêtes O / O / N / O                                         | Voy. / an 6 315 428                                                              | Exploitant TL                                                                    |
| 1     | Desserte : - Ville et lieux desservis : Écublens (École polytechnique fédérale de Lausanne) et Lausanne (Vallée de la Jeunesse, Cimetière de Montoie, HEP Vaud, Parc de Milan, Jardin botanique, Synagogue, Opéra, Église Saint-François, Tour de Bel-Air, Basilique Notre-Dame du Valentin, Stade olympique de la Pontaise, Aéroport de Lausanne-Blécherette) - Stations et gares desservies : Gare de Lausanne et Riponne-Maurice Béjart. |                                                                                  |                                                                                  |                                                                                  |                                                                                  |                                                                                  |                                                                                  |                                                                                  |                                                                                  |
| 1     | Autre : - Zones traversées : 11,12. - Amplitudes horaires : La ligne fonctionne tous les jours de 5 h 0 à 0 h 50 environ. - Particularités : - En semaine de 6 h 30 à 9 h 40 puis de 15 h 30 à 19 h 5, la ligne est prolongée jusqu'à l'EPFL via une section non électrifiée, la ligne fonctionne alors uniquement avec des trolleybus équipés de batteries aptes à fonctionner sur ce tronçon ; - Les premiers et derniers services peuvent être limités en raison des entrées et sorties du dépôt. - Date de dernière mise à jour : 1er juillet 2025. |                                                                                  |                                                                                  |                                                                                  |                                                                                  |                                                                                  |                                                                                  |                                                                                  |                                                                                  |
| 1     | Dernière actualisation : — |                                                                                  |                                                                                  |                                                                                  |                                                                                  |                                                                                  |                                                                                  |                                                                                  |                                                                                  |
| 2     | Lausanne, Maladière-Lac ⥋ Lausanne, Désert | Lausanne, Maladière-Lac ⥋ Lausanne, Désert                                       | Lausanne, Maladière-Lac ⥋ Lausanne, Désert                                       | Lausanne, Maladière-Lac ⥋ Lausanne, Désert                                       | Lausanne, Maladière-Lac ⥋ Lausanne, Désert                                       | Lausanne, Maladière-Lac ⥋ Lausanne, Désert                                       | Lausanne, Maladière-Lac ⥋ Lausanne, Désert                                       | Lausanne, Maladière-Lac ⥋ Lausanne, Désert                                       | Lausanne, Maladière-Lac ⥋ Lausanne, Désert                                       |
| 2     | Ouverture / Fermeture 1938/1939 / — | Longueur 8,1 km                                                                  | Durée 37 min                                                                     | Nb. d’arrêts 27                                                                  | Matériel Trolleybus                                                              | Jours de fonctionnement L, Ma, Me, J, V, S, D                                    | Jour / Soir / Nuit / Fêtes O / O / N / O                                         | Voy. / an 3 818 702                                                              | Exploitant TL                                                                    |
| 2     | Desserte : - Ville et lieux desservis : Lausanne (Vallée de la Jeunesse, Cimetière de Montoie, Théâtre de Vidy, HEP Vaud, Port d'Ouchy, Synagogue, Opéra, Église Saint-François, Tour de Bel-Air, Basilique Notre-Dame du Valentin, Palais de Beaulieu) - Stations et gares desservies : Ouchy-Olympique, Jordils et Riponne-Maurice Béjart. |                                                                                  |                                                                                  |                                                                                  |                                                                                  |                                                                                  |                                                                                  |                                                                                  |                                                                                  |
| 2     | Autre : - Zone traversée : 11. - Amplitudes horaires : La ligne fonctionne tous les jours de 5 h 0 à 0 h 40 environ. - Particularités : Les premiers et derniers services peuvent être limités en raison des entrées et sorties du dépôt. - Ancien parcours : Le parcours actuel date de décembre 2008. Par le passé, la ligne 2 se rendait jusqu'à la Bourdonnette mais la ligne 25 l'a remplacée de Maladière à Bourdonnette. - Date de dernière mise à jour : 1er juillet 2025. |                                                                                  |                                                                                  |                                                                                  |                                                                                  |                                                                                  |                                                                                  |                                                                                  |                                                                                  |
| 2     | Dernière actualisation : — |                                                                                  |                                                                                  |                                                                                  |                                                                                  |                                                                                  |                                                                                  |                                                                                  |                                                                                  |
| 3     | Lausanne, gare ⥋ Le Mont-sur-Lausanne, Maillefer | Lausanne, gare ⥋ Le Mont-sur-Lausanne, Maillefer                                 | Lausanne, gare ⥋ Le Mont-sur-Lausanne, Maillefer                                 | Lausanne, gare ⥋ Le Mont-sur-Lausanne, Maillefer                                 | Lausanne, gare ⥋ Le Mont-sur-Lausanne, Maillefer                                 | Lausanne, gare ⥋ Le Mont-sur-Lausanne, Maillefer                                 | Lausanne, gare ⥋ Le Mont-sur-Lausanne, Maillefer                                 | Lausanne, gare ⥋ Le Mont-sur-Lausanne, Maillefer                                 | Lausanne, gare ⥋ Le Mont-sur-Lausanne, Maillefer                                 |
| 3     | Ouverture / Fermeture 1981 / — | Longueur 4 km                                                                    | Durée 23 min                                                                     | Nb. d’arrêts 15                                                                  | Matériel Trolleybus                                                              | Jours de fonctionnement L, Ma, Me, J, V, S, D                                    | Jour / Soir / Nuit / Fêtes O / O / N / O                                         | Voy. / an 2 834 127                                                              | Exploitant TL                                                                    |
| 3     | Desserte : - Ville et lieux desservis : Lausanne (MUDAC, Esplanade de Montbenon, Palais de Beaulieu, Bois de Sauvabelin) - Stations et gares desservies : Gare de Lausanne et Gare de Lausanne-Chauderon. |                                                                                  |                                                                                  |                                                                                  |                                                                                  |                                                                                  |                                                                                  |                                                                                  |                                                                                  |
| 3     | Autre : - Zone traversée : 11 et 12. - Amplitudes horaires : La ligne fonctionne tous les jours de 4 h 50 à 0 h 50. - Particularités : Les premiers et derniers services peuvent être limités en raison des entrées et sorties du dépôt. - Date de dernière mise à jour : 1er juillet 2025. |                                                                                  |                                                                                  |                                                                                  |                                                                                  |                                                                                  |                                                                                  |                                                                                  |                                                                                  |
| 3     | Dernière actualisation : — |                                                                                  |                                                                                  |                                                                                  |                                                                                  |                                                                                  |                                                                                  |                                                                                  |                                                                                  |
| 4     | Prilly, Coudraie ⥋ Lausanne, Faverges | Prilly, Coudraie ⥋ Lausanne, Faverges                                            | Prilly, Coudraie ⥋ Lausanne, Faverges                                            | Prilly, Coudraie ⥋ Lausanne, Faverges                                            | Prilly, Coudraie ⥋ Lausanne, Faverges                                            | Prilly, Coudraie ⥋ Lausanne, Faverges                                            | Prilly, Coudraie ⥋ Lausanne, Faverges                                            | Prilly, Coudraie ⥋ Lausanne, Faverges                                            | Prilly, Coudraie ⥋ Lausanne, Faverges                                            |
| 4     | Ouverture / Fermeture 1938/1939 / — | Longueur —                                                                       | Durée 26 min                                                                     | Nb. d’arrêts 22                                                                  | Matériel Trolleybus                                                              | Jours de fonctionnement L, Ma, Me, J, V, S, D                                    | Jour / Soir / Nuit / Fêtes O / O / N / O                                         | Voy. / an 2 673 874                                                              | Exploitant TL                                                                    |
| 4     | Desserte : - Ville et lieux desservis : Prilly et Lausanne (Tour de Bel-Air, Église Saint-François, Opéra, Église Saint-Jacques) - Stations et gares desservies : Gare de Lausanne-Chauderon. |                                                                                  |                                                                                  |                                                                                  |                                                                                  |                                                                                  |                                                                                  |                                                                                  |                                                                                  |
| 4     | Autre : - Zone traversée : 11. - Amplitudes horaires : La ligne fonctionne tous les jours 5 h 20 à 0 h 30. - Particularités : Les premiers et derniers services peuvent être limités en raison des entrées et sorties du dépôt. - Ancien parcours : Le parcours actuel date du 6 décembre 2022. Par le passé, la ligne 4 se rendait de la gare de Pully à Maladière en passant par Chauderon, Pont Marc Dufour. De Chauderon à Coudraie il y avait la ligne 15. Quant au parcours Chauderon - Maladière, il a été repris par la ligne 6. - Date de dernière mise à jour : 1er juillet 2025. |                                                                                  |                                                                                  |                                                                                  |                                                                                  |                                                                                  |                                                                                  |                                                                                  |                                                                                  |
| 4     | Dernière actualisation : — |                                                                                  |                                                                                  |                                                                                  |                                                                                  |                                                                                  |                                                                                  |                                                                                  |                                                                                  |
| 6     | Lausanne, Maladière ⥋ Lausanne, Praz-Séchaud | Lausanne, Maladière ⥋ Lausanne, Praz-Séchaud                                     | Lausanne, Maladière ⥋ Lausanne, Praz-Séchaud                                     | Lausanne, Maladière ⥋ Lausanne, Praz-Séchaud                                     | Lausanne, Maladière ⥋ Lausanne, Praz-Séchaud                                     | Lausanne, Maladière ⥋ Lausanne, Praz-Séchaud                                     | Lausanne, Maladière ⥋ Lausanne, Praz-Séchaud                                     | Lausanne, Maladière ⥋ Lausanne, Praz-Séchaud                                     | Lausanne, Maladière ⥋ Lausanne, Praz-Séchaud                                     |
| 6     | Ouverture / Fermeture 1938/1939 / — | Longueur 8,3 km                                                                  | Durée 42 min                                                                     | Nb. d’arrêts 25                                                                  | Matériel Trolleybus                                                              | Jours de fonctionnement L, Ma, Me, J, V, S, D                                    | Jour / Soir / Nuit / Fêtes O / O / N / O                                         | Voy. / an 4 788 126                                                              | Exploitant TL                                                                    |
| 6     | Desserte : - Ville et lieux desservis : Lausanne (Vallée de la Jeunesse, Cimetière de Montoie, Tour de Bel-Air, Église Saint-François, Pont Bessières) - Stations et gares desservies : Gare de Lausanne-Chauderon, Bessières, Ours et Sallaz. |                                                                                  |                                                                                  |                                                                                  |                                                                                  |                                                                                  |                                                                                  |                                                                                  |                                                                                  |
| 6     | Autre : - Zone traversée : 11 et 12. - Amplitudes horaires : La ligne fonctionne du lundi au samedi de 5 h 0 à 0 h 50 et les dimanches et fêtes à partir de 5 h 30 environ. - Particularités : Les premiers et derniers services peuvent être limités en raison des entrées et sorties du dépôt. - Ancien parcours : Le parcours actuel date du 20 juin 2016. Elle a connu deux changements depuis décembre 2008. Avant décembre 2008, la ligne 6 allait de Praz-Séchaud jusqu'à Bel-Air (en passant par Place de l'Ours et Saint-François), puis elle faisait une boucle allant à Riponne, Place du Nord, Place de l'Ours, Praz-Séchaud. De décembre 2008 au 19 juin 2016, la ligne allait de Sallaz à Maladière. De Sallaz à Praz-Séchaud les passagers devaient emprunter la ligne 41 mais une pétition a permis de rétablir son terminus à Praz-Séchaud en 2016. Quant au parcours Bel-Air - Maladière, avant décembre 2008, c'était la ligne 4 qui l'effectuait. - Date de dernière mise à jour : 1er juillet 2025. |                                                                                  |                                                                                  |                                                                                  |                                                                                  |                                                                                  |                                                                                  |                                                                                  |                                                                                  |
| 6     | Dernière actualisation : — |                                                                                  |                                                                                  |                                                                                  |                                                                                  |                                                                                  |                                                                                  |                                                                                  |                                                                                  |
| 7     | Prilly, Galicien/aréna ⥋ Pully, Val-Vert | Prilly, Galicien/aréna ⥋ Pully, Val-Vert                                         | Prilly, Galicien/aréna ⥋ Pully, Val-Vert                                         | Prilly, Galicien/aréna ⥋ Pully, Val-Vert                                         | Prilly, Galicien/aréna ⥋ Pully, Val-Vert                                         | Prilly, Galicien/aréna ⥋ Pully, Val-Vert                                         | Prilly, Galicien/aréna ⥋ Pully, Val-Vert                                         | Prilly, Galicien/aréna ⥋ Pully, Val-Vert                                         | Prilly, Galicien/aréna ⥋ Pully, Val-Vert                                         |
| 7     | Ouverture / Fermeture 1964 / — | Longueur —                                                                       | Durée 34 min                                                                     | Nb. d’arrêts 19                                                                  | Matériel Autobus                                                                 | Jours de fonctionnement L, Ma, Me, J, V, S, D                                    | Jour / Soir / Nuit / Fêtes O / O / N / O                                         | Voy. / an 6 355 215                                                              | Exploitant TL                                                                    |
| 7     | Desserte : - Ville et lieux desservis : Prilly (Vaudoise aréna), Lausanne (Tour de Bel-Air) et Pully - Stations et gares desservies : Gare de Lausanne-Chauderon, Riponne-Maurice Béjart et Ours. |                                                                                  |                                                                                  |                                                                                  |                                                                                  |                                                                                  |                                                                                  |                                                                                  |                                                                                  |
| 7     | Autre : - Zone traversée : 11 et 12. - Amplitudes horaires : La ligne fonctionne du lundi au vendredi de 5 h 15 à 0 h 45, le samedi à partir de 5 h 30 et les dimanches et fêtes à partir de 5 h 30 environ. - Particularités : Les premiers et derniers services peuvent être limités en raison des entrées et sorties du dépôt. - Ancien parcours : Le parcours actuel date du 6 décembre 2022. Par le passé la ligne 7 se rendait de Pully Val-Vert à Renens 14 Avril en passant par Place de l'Ours, Saint-François, Bel-Air, Galicien. C'est la ligne 17 qui a été renforcée pour prendre le relais entre Bel-Air et Renens 14 Avril. La ligne 7 ne faisait pas de boucle à Bel-Air et ne passait pas par Riponne, Tunnel, Place du Nord. - Date de dernière mise à jour : 1er juillet 2025. |                                                                                  |                                                                                  |                                                                                  |                                                                                  |                                                                                  |                                                                                  |                                                                                  |                                                                                  |
| 7     | Dernière actualisation : — |                                                                                  |                                                                                  |                                                                                  |                                                                                  |                                                                                  |                                                                                  |                                                                                  |                                                                                  |
| 8     | Le Mont-sur-Lausanne, Grand-Mont ⥋ Pully, gare | Le Mont-sur-Lausanne, Grand-Mont ⥋ Pully, gare                                   | Le Mont-sur-Lausanne, Grand-Mont ⥋ Pully, gare                                   | Le Mont-sur-Lausanne, Grand-Mont ⥋ Pully, gare                                   | Le Mont-sur-Lausanne, Grand-Mont ⥋ Pully, gare                                   | Le Mont-sur-Lausanne, Grand-Mont ⥋ Pully, gare                                   | Le Mont-sur-Lausanne, Grand-Mont ⥋ Pully, gare                                   | Le Mont-sur-Lausanne, Grand-Mont ⥋ Pully, gare                                   | Le Mont-sur-Lausanne, Grand-Mont ⥋ Pully, gare                                   |
| 8     | Ouverture / Fermeture 1938/1939 / — | Longueur —                                                                       | Durée 38 min                                                                     | Nb. d’arrêts 30                                                                  | Matériel Trolleybus                                                              | Jours de fonctionnement L, Ma, Me, J, V, S, D                                    | Jour / Soir / Nuit / Fêtes O / O / N / O                                         | Voy. / an 4 858 278                                                              | Exploitant TL                                                                    |
| 8     | Desserte : - Ville et lieux desservis : Le Mont-sur-Lausanne (Administration communale), Lausanne (Bois de Sauvabelin, Tour de Bel-Air, Église Saint-François, Opéra, Synagogue, Musée olympique) et Pully - Stations et gares desservies : Riponne-Maurice Béjart et Gare de Pully. |                                                                                  |                                                                                  |                                                                                  |                                                                                  |                                                                                  |                                                                                  |                                                                                  |                                                                                  |
| 8     | Autre : - Zones traversées : 11 et 12. - Amplitudes horaires : La ligne fonctionne du lundi au vendredi de 4 h 55 à 0 h 50 et les samedis, dimanches et fêtes à partir de 5 h 0 environ. - Particularités : Les premiers et derniers services peuvent être limités en raison des entrées et sorties du dépôt. - Ancien parcours : Le parcours actuel date de décembre 2009. Autrefois la ligne 8 allait de Pully-Port à Bellevaux et a connu deux prolongements au sud et au nord. Le 14 décembre 2002 la ligne est prolongée jusqu'à Verrière à Paudex et son arrêt à Pully-Port a été déplacé sur la route cantonale. En décembre 2009 la ligne est prolongée jusqu'à Grand-Mont à Le Mont-sur-Lausanne. De décembre 2009 à décembre 2011, il n'y avait qu'un véhicule sur deux qui allait jusqu'à Grand-Mont le temps d'éléctrifier la ligne jusqu'à Grand-Mont,. - Date de dernière mise à jour : 1er juillet 2025.                                                                                                  |                                                                                  |                                                                                  |                                                                                  |                                                                                  |                                                                                  |                                                                                  |                                                                                  |                                                                                  |
| 8     | Dernière actualisation : — |                                                                                  |                                                                                  |                                                                                  |                                                                                  |                                                                                  |                                                                                  |                                                                                  |                                                                                  |
| 9     | Prilly, église ⥋ Lutry, Corniche | Prilly, église ⥋ Lutry, Corniche                                                 | Prilly, église ⥋ Lutry, Corniche                                                 | Prilly, église ⥋ Lutry, Corniche                                                 | Prilly, église ⥋ Lutry, Corniche                                                 | Prilly, église ⥋ Lutry, Corniche                                                 | Prilly, église ⥋ Lutry, Corniche                                                 | Prilly, église ⥋ Lutry, Corniche                                                 | Prilly, église ⥋ Lutry, Corniche                                                 |
| 9     | Ouverture / Fermeture 9 janvier 1961 / — | Longueur 8,9 km                                                                  | Durée 42 min                                                                     | Nb. d’arrêts 26                                                                  | Matériel Trolleybus                                                              | Jours de fonctionnement L, Ma, Me, J, V, S, D                                    | Jour / Soir / Nuit / Fêtes O / O / N / O                                         | Voy. / an 6 633 371                                                              | Exploitant TL                                                                    |
| 9     | Desserte : - Ville et lieux desservis : Prilly (Administration communale), Lausanne (Parc de Valency, Tour de Bel-Air, Église Saint-François, Opéra, Église Saint-Jacques), Pully, Paudex et Lutry (Centre-ville) - Stations et gares desservies : Gare de Lausanne-Chauderon. |                                                                                  |                                                                                  |                                                                                  |                                                                                  |                                                                                  |                                                                                  |                                                                                  |                                                                                  |
| 9     | Autre : - Zones traversées : 11 et 12. - Amplitudes horaires : La ligne fonctionne du lundi au vendredi de 5 h 10 à 0 h 35 et le samedi, dimanches et fêtes à partir de 5 h 20 environ. - Ancien parcours : Le parcours actuel date du 31 mai 1975. À cette date la ligne 9 est prolongée jusqu'à Lutry Corniche. Auparavant le terminus se trouvait à Pully-Clergère. - Particularités : Les premiers et derniers services peuvent être limités en raison des entrées et sorties du dépôt. - Date de dernière mise à jour : 1er juillet 2025. |                                                                                  |                                                                                  |                                                                                  |                                                                                  |                                                                                  |                                                                                  |                                                                                  |                                                                                  |
| 9     | Dernière actualisation : — |                                                                                  |                                                                                  |                                                                                  |                                                                                  |                                                                                  |                                                                                  |                                                                                  |                                                                                  |

### Lignes 13 à 19
| Ligne | Caractéristiques | Caractéristiques                                    | Caractéristiques                                    | Caractéristiques                                    | Caractéristiques                                    | Caractéristiques                                    | Caractéristiques                                    | Caractéristiques                                    | Caractéristiques                                    |
| 13    | Lausanne, Montbenon ⥋ Lausanne, Verdeil | Lausanne, Montbenon ⥋ Lausanne, Verdeil             | Lausanne, Montbenon ⥋ Lausanne, Verdeil             | Lausanne, Montbenon ⥋ Lausanne, Verdeil             | Lausanne, Montbenon ⥋ Lausanne, Verdeil             | Lausanne, Montbenon ⥋ Lausanne, Verdeil             | Lausanne, Montbenon ⥋ Lausanne, Verdeil             | Lausanne, Montbenon ⥋ Lausanne, Verdeil             | Lausanne, Montbenon ⥋ Lausanne, Verdeil             |
| ----- | --- | --------------------------------------------------- | --------------------------------------------------- | --------------------------------------------------- | --------------------------------------------------- | --------------------------------------------------- | --------------------------------------------------- | --------------------------------------------------- | --------------------------------------------------- |
| 13    | Ouverture / Fermeture — / — | Longueur 1,9 km                                     | Durée 9 min                                         | Nb. d’arrêts 8                                      | Matériel Autobus                                    | Jours de fonctionnement L, Ma, Me, J, V, S, D       | Jour / Soir / Nuit / Fêtes O / O / N / O            | Voy. / an 285 170                                   | Exploitant TL                                       |
| 13    | Desserte : - Ville et lieux desservis : Lausanne (Esplanade de Montbenon, Église Saint-François, Parc de Mon-Repos) - Stations et gares desservies : Gare de Lausanne-Flon à l'arrêt Montbenon. |                                                     |                                                     |                                                     |                                                     |                                                     |                                                     |                                                     |                                                     |
| 13    | Autre : - Zone traversée : 11. - Amplitudes horaires : La ligne fonctionne du lundi au samedi de 5 h 35 à 0 h 10 et les dimanches et fêtes à partir de 5 h 50 environ. - Date de dernière mise à jour : 1er juillet 2025. |                                                     |                                                     |                                                     |                                                     |                                                     |                                                     |                                                     |                                                     |
| 13    | Dernière actualisation : — |                                                     |                                                     |                                                     |                                                     |                                                     |                                                     |                                                     |                                                     |
| 16    | Lausanne, Provence Nord ⥋ Lausanne, Grand-Vennes | Lausanne, Provence Nord ⥋ Lausanne, Grand-Vennes    | Lausanne, Provence Nord ⥋ Lausanne, Grand-Vennes    | Lausanne, Provence Nord ⥋ Lausanne, Grand-Vennes    | Lausanne, Provence Nord ⥋ Lausanne, Grand-Vennes    | Lausanne, Provence Nord ⥋ Lausanne, Grand-Vennes    | Lausanne, Provence Nord ⥋ Lausanne, Grand-Vennes    | Lausanne, Provence Nord ⥋ Lausanne, Grand-Vennes    | Lausanne, Provence Nord ⥋ Lausanne, Grand-Vennes    |
| 16    | Ouverture / Fermeture — / — | Longueur —                                          | Durée 36 min                                        | Nb. d’arrêts 26                                     | Matériel Autobus                                    | Jours de fonctionnement L, Ma, Me, J, V, S, D       | Jour / Soir / Nuit / Fêtes O / O / N / O            | Voy. / an 1 781 161                                 | Exploitant TL                                       |
| 16    | Desserte : - Ville et lieux desservis : Lausanne (Vallée de la Jeunesse, Tour de Bel-Air, Parc de l'Hermitage, Bois de Sauvabelin, Lac de Sauvabelin) - Stations et gares desservies : Provence, Gare de Lausanne-Chauderon et Riponne-Maurice Béjart. |                                                     |                                                     |                                                     |                                                     |                                                     |                                                     |                                                     |                                                     |
| 16    | Autre : - Zone traversée : 11 et 12. - Amplitudes horaires : La ligne fonctionne du lundi au samedi de 5 h 30 à 0 h 35 et les dimanches et fêtes à partir de 5 h 30 environ. - Particularités : Les derniers services peuvent être limités en raison des entrées et sorties du dépôt. - Date de dernière mise à jour : 1er juillet 2025. |                                                     |                                                     |                                                     |                                                     |                                                     |                                                     |                                                     |                                                     |
| 16    | Dernière actualisation : — |                                                     |                                                     |                                                     |                                                     |                                                     |                                                     |                                                     |                                                     |
| 17    | Villars-Sainte-Croix, Croix-Péage ⥋ Lausanne, Visie | Villars-Sainte-Croix, Croix-Péage ⥋ Lausanne, Visie | Villars-Sainte-Croix, Croix-Péage ⥋ Lausanne, Visie | Villars-Sainte-Croix, Croix-Péage ⥋ Lausanne, Visie | Villars-Sainte-Croix, Croix-Péage ⥋ Lausanne, Visie | Villars-Sainte-Croix, Croix-Péage ⥋ Lausanne, Visie | Villars-Sainte-Croix, Croix-Péage ⥋ Lausanne, Visie | Villars-Sainte-Croix, Croix-Péage ⥋ Lausanne, Visie | Villars-Sainte-Croix, Croix-Péage ⥋ Lausanne, Visie |
| 17    | Ouverture / Fermeture 13 décembre 2009 / — | Longueur 8,4 km                                     | Durée 40 min                                        | Nb. d’arrêts 21                                     | Matériel Autobus                                    | Jours de fonctionnement L, Ma, Me, J, V, S, D       | Jour / Soir / Nuit / Fêtes O / O / N / O            | Voy. / an 3 661 170                                 | Exploitant TL                                       |
| 17    | Desserte : - Ville et lieux desservis : Villars-Sainte-Croix, Bussigny (Zones commerciales), Crissier, Renens (Église Saint-François d'Assise, Hôtel de ville), Prilly (Patinoire de Malley) et Lausanne (École des métiers, Tour de Bel-Air, Place de l'Europe) - Stations et gares desservies : Gare de Renens et Gare de Lausanne-Flon. |                                                     |                                                     |                                                     |                                                     |                                                     |                                                     |                                                     |                                                     |
| 17    | Autre : - Zones traversées : 11, 12 et 15. - Amplitudes horaires : La ligne fonctionne du lundi au vendredi de 5 h 25 à 0 h 45, le samedi à partir de 5 h 35 et les dimanches et fêtes de 6 h à 0 h 40 environ. - Particularités : - les premiers et derniers services peuvent être limités en raison des entrées et sorties du dépôt ; - depuis 2018, plus aucun départ n'est assuré en trolleybus, afin de préparer la construction du futur tramway de Lausanne. - Date de dernière mise à jour : 1er juillet 2025. |                                                     |                                                     |                                                     |                                                     |                                                     |                                                     |                                                     |                                                     |
| 17    | Dernière actualisation : — |                                                     |                                                     |                                                     |                                                     |                                                     |                                                     |                                                     |                                                     |
| 18    | Crissier, Timonet ⥋ Lausanne, Clochatte | Crissier, Timonet ⥋ Lausanne, Clochatte             | Crissier, Timonet ⥋ Lausanne, Clochatte             | Crissier, Timonet ⥋ Lausanne, Clochatte             | Crissier, Timonet ⥋ Lausanne, Clochatte             | Crissier, Timonet ⥋ Lausanne, Clochatte             | Crissier, Timonet ⥋ Lausanne, Clochatte             | Crissier, Timonet ⥋ Lausanne, Clochatte             | Crissier, Timonet ⥋ Lausanne, Clochatte             |
| 18    | Ouverture / Fermeture 11 décembre 2004 / — | Longueur 6,5 km                                     | Durée 29 min                                        | Nb. d’arrêts 18                                     | Matériel Autobus                                    | Jours de fonctionnement L, Ma, Me, J, V, S, D       | Jour / Soir / Nuit / Fêtes O / O / N / O            | Voy. / an 5 405 856                                 | Exploitant TL                                       |
| 18    | Desserte : - Ville et lieux desservis : Crissier (Cimetière), Renens (Zone commerciale), Prilly (Patinoire de Malley) et Lausanne (Tour de Bel-Air, Bois de Sauvabelin) - Stations et gares desservies : Gare de Lausanne-Flon. |                                                     |                                                     |                                                     |                                                     |                                                     |                                                     |                                                     |                                                     |
| 18    | Autre : - Zones traversées : 11 et 12. - Amplitudes horaires : La ligne fonctionne du lundi au vendredi de 5 h 25 à 0 h 30, le samedi à partir de 0 h 30 et les dimanches et fêtes à partir de 6 h 10 environ. - Particularités : Les premiers et derniers services peuvent être limités en raison des entrées et sorties du dépôt. - Date de dernière mise à jour : 1er juillet 2025. |                                                     |                                                     |                                                     |                                                     |                                                     |                                                     |                                                     |                                                     |
| 18    | Dernière actualisation : — |                                                     |                                                     |                                                     |                                                     |                                                     |                                                     |                                                     |                                                     |
| 19    | Renens VD, 14 avril ⥋ Lausanne-Chauderon | Renens VD, 14 avril ⥋ Lausanne-Chauderon            | Renens VD, 14 avril ⥋ Lausanne-Chauderon            | Renens VD, 14 avril ⥋ Lausanne-Chauderon            | Renens VD, 14 avril ⥋ Lausanne-Chauderon            | Renens VD, 14 avril ⥋ Lausanne-Chauderon            | Renens VD, 14 avril ⥋ Lausanne-Chauderon            | Renens VD, 14 avril ⥋ Lausanne-Chauderon            | Renens VD, 14 avril ⥋ Lausanne-Chauderon            |
| 19    | Ouverture / Fermeture 6 mai 2019 / — | Longueur 4,9 km                                     | Durée 22 min                                        | Nb. d’arrêts 16                                     | Matériel Autobus                                    | Jours de fonctionnement L, Ma, Me, J, V             | Jour / Soir / Nuit / Fêtes O / N / N / N            | Voy. / an 1 214 243                                 | Exploitant TL                                       |
| 19    | Desserte : - Ville et lieux desservis : Renens (Église Saint-François d'Assise, Hôtel de ville), Prilly (Patinoire de Malley) et Lausanne - Stations et gares desservies : Gare de Renens et Gare de Lausanne-Chauderon. |                                                     |                                                     |                                                     |                                                     |                                                     |                                                     |                                                     |                                                     |
| 19    | Autre : - Zones traversées : 11 et 12. - Amplitudes horaires : La ligne fonctionne du lundi au vendredi uniquement de 7h à 19h30. - Date de dernière mise à jour : 1er juillet 2025. |                                                     |                                                     |                                                     |                                                     |                                                     |                                                     |                                                     |                                                     |
| 19    | Dernière actualisation : — |                                                     |                                                     |                                                     |                                                     |                                                     |                                                     |                                                     |                                                     |

### Lignes 20 à 25
| Ligne | Caractéristiques | Caractéristiques                                      | Caractéristiques                                      | Caractéristiques                                      | Caractéristiques                                      | Caractéristiques                                      | Caractéristiques                                      | Caractéristiques                                      | Caractéristiques                                      |
| 20    | Lausanne, gare ⥋ Lausanne, Blécherette | Lausanne, gare ⥋ Lausanne, Blécherette                | Lausanne, gare ⥋ Lausanne, Blécherette                | Lausanne, gare ⥋ Lausanne, Blécherette                | Lausanne, gare ⥋ Lausanne, Blécherette                | Lausanne, gare ⥋ Lausanne, Blécherette                | Lausanne, gare ⥋ Lausanne, Blécherette                | Lausanne, gare ⥋ Lausanne, Blécherette                | Lausanne, gare ⥋ Lausanne, Blécherette                |
| ----- | --- | ----------------------------------------------------- | ----------------------------------------------------- | ----------------------------------------------------- | ----------------------------------------------------- | ----------------------------------------------------- | ----------------------------------------------------- | ----------------------------------------------------- | ----------------------------------------------------- |
| 20    | Ouverture / Fermeture 2 mai 2022 / — | Longueur —                                            | Durée 18 min                                          | Nb. d’arrêts 13                                       | Matériel Trolleybus                                   | Jours de fonctionnement L, Ma, Me, J, V, S            | Jour / Soir / Nuit / Fêtes O / O / N / N              | Voy. / an 966 981                                     | Exploitant TL                                         |
| 20    | Desserte : - Ville et lieux desservis : Lausanne (Esplanade de Montbenon, MUDAC, Palais de Beaulieu, Stade olympique de la Pontaise, Aéroport de Lausanne-Blécherette) - Stations et gares desservies : Gare de Lausanne et Gare de Lausanne-Chauderon. |                                                       |                                                       |                                                       |                                                       |                                                       |                                                       |                                                       |                                                       |
| 20    | Autre : - Zone traversée : 11. - Amplitudes horaires : La ligne fonctionne du lundi au vendredi de 6 h 0 à 21 h 30 environ et le samedi de 7 h 30 à 21 h 20 environ. - Date de dernière mise à jour : 1er juillet 2025. |                                                       |                                                       |                                                       |                                                       |                                                       |                                                       |                                                       |                                                       |
| 20    | Dernière actualisation : — |                                                       |                                                       |                                                       |                                                       |                                                       |                                                       |                                                       |                                                       |
| 21    | Paudex, Verrière ⥋ Lausanne, Blécherette | Paudex, Verrière ⥋ Lausanne, Blécherette              | Paudex, Verrière ⥋ Lausanne, Blécherette              | Paudex, Verrière ⥋ Lausanne, Blécherette              | Paudex, Verrière ⥋ Lausanne, Blécherette              | Paudex, Verrière ⥋ Lausanne, Blécherette              | Paudex, Verrière ⥋ Lausanne, Blécherette              | Paudex, Verrière ⥋ Lausanne, Blécherette              | Paudex, Verrière ⥋ Lausanne, Blécherette              |
| 21    | Ouverture / Fermeture 14 décembre 2008, / — | Longueur 3,9 km                                       | Durée 22 min                                          | Nb. d’arrêts 15                                       | Matériel Trolleybus                                   | Jours de fonctionnement L, Ma, Me, J, V, S, D         | Jour / Soir / Nuit / Fêtes O / O / N / O              | Voy. / an 5 020 408                                   | Exploitant TL                                         |
| 21    | Desserte : - Ville et lieux desservis : Paudex, Pully (Port) et Lausanne (Musée olympique, Synagogue, Esplanade de Montbenon, MUDAC, Palais de Beaulieu, Aéroport de Lausanne-Blécherette) - Stations et gares desservies : Gare de Lausanne et Gare de Lausanne-Chauderon. |                                                       |                                                       |                                                       |                                                       |                                                       |                                                       |                                                       |                                                       |
| 21    | Autre : - Zones traversées : 11 et 12. - Amplitudes horaires : La ligne fonctionne du lundi au vendredi de 5 h 40 à 0 h 40, le samedi à partir de 5 h 50 et les dimanches et fêtes à partir de 6 h 10 environ. - Date de dernière mise à jour : 1er juillet 2025. |                                                       |                                                       |                                                       |                                                       |                                                       |                                                       |                                                       |                                                       |
| 21    | Dernière actualisation : — |                                                       |                                                       |                                                       |                                                       |                                                       |                                                       |                                                       |                                                       |
| 24    | Lausanne, Bourdonnette ⥋ Lausanne, Tour Haldimand-Lac | Lausanne, Bourdonnette ⥋ Lausanne, Tour Haldimand-Lac | Lausanne, Bourdonnette ⥋ Lausanne, Tour Haldimand-Lac | Lausanne, Bourdonnette ⥋ Lausanne, Tour Haldimand-Lac | Lausanne, Bourdonnette ⥋ Lausanne, Tour Haldimand-Lac | Lausanne, Bourdonnette ⥋ Lausanne, Tour Haldimand-Lac | Lausanne, Bourdonnette ⥋ Lausanne, Tour Haldimand-Lac | Lausanne, Bourdonnette ⥋ Lausanne, Tour Haldimand-Lac | Lausanne, Bourdonnette ⥋ Lausanne, Tour Haldimand-Lac |
| 24    | Ouverture / Fermeture 17 juin 2019 / — | Longueur 5,5 km                                       | Durée 19-22 min                                       | Nb. d’arrêts 12                                       | Matériel Autobus standards et E-Bus                   | Jours de fonctionnement L, Ma, Me, J, V, S, D         | Jour / Soir / Nuit / Fêtes O / O / N / O              | Voy. / an 859 776                                     | Exploitant TL                                         |
| 24    | Desserte : - Ville et lieux desservis : Lausanne (Parc Louis-Bourget, Siège du Comité international olympique, Théâtre de Vidy, HEP Vaud, Port d'Ouchy, Musée olympique, Parc du Denantou) - Stations et gares desservies : Bourdonnette et Ouchy-Olympique. |                                                       |                                                       |                                                       |                                                       |                                                       |                                                       |                                                       |                                                       |
| 24    | Autre : - Zones traversées : 11 et 12. - Amplitudes horaires : La ligne fonctionne du lundi au vendredi de 6 h 5 à 0 h 25, le samedi partir de 6 h 50 et les dimanches et fêtes à partir de 7 h 50 environ. - Date de dernière mise à jour : 1er juillet 2025. - "'Spécialités"' : Il est le premier bus à être électrique.                                                       |                                                       |                                                       |                                                       |                                                       |                                                       |                                                       |                                                       |                                                       |
| 24    | Dernière actualisation : — |                                                       |                                                       |                                                       |                                                       |                                                       |                                                       |                                                       |                                                       |
| 25    | Chavannes-près-Renens, Glycines ⥋ Pully, gare | Chavannes-près-Renens, Glycines ⥋ Pully, gare         | Chavannes-près-Renens, Glycines ⥋ Pully, gare         | Chavannes-près-Renens, Glycines ⥋ Pully, gare         | Chavannes-près-Renens, Glycines ⥋ Pully, gare         | Chavannes-près-Renens, Glycines ⥋ Pully, gare         | Chavannes-près-Renens, Glycines ⥋ Pully, gare         | Chavannes-près-Renens, Glycines ⥋ Pully, gare         | Chavannes-près-Renens, Glycines ⥋ Pully, gare         |
| 25    | Ouverture / Fermeture 14 décembre 2008, / — | Longueur 8,2 km                                       | Durée 35 min                                          | Nb. d’arrêts 24                                       | Matériel Trolleybus                                   | Jours de fonctionnement L, Ma, Me, J, V, S, D         | Jour / Soir / Nuit / Fêtes O / O / N / O              | Voy. / an 3 508 869                                   | Exploitant TL                                         |
| 25    | Desserte : - Ville et lieux desservis : Renens, Chavannes-près-Renens, Lausanne (Cimetière du Bois-de-Vaux, Vallée de la Jeunesse, HEP Vaud, Parc de Milan, Jardin botanique, Musée olympique) et Pully (Cimetière de Chamblandes) - Stations et gares desservies : Gare de Renens, Bourdonnette, Délices et Gare de Pully.                                                       |                                                       |                                                       |                                                       |                                                       |                                                       |                                                       |                                                       |                                                       |
| 25    | Autre : - Zones traversées : 11 et 12. - Amplitudes horaires : La ligne fonctionne du lundi au vendredi de 5 h 20 à 0 h 40, le samedi partir de 5 h 35 et les dimanches et fêtes à partir de 6 h environ. - Particularités : Les premiers et derniers services peuvent être limités en raison des entrées et sorties du dépôt. - Date de dernière mise à jour : 1er juillet 2025. |                                                       |                                                       |                                                       |                                                       |                                                       |                                                       |                                                       |                                                       |
| 25    | Dernière actualisation : — |                                                       |                                                       |                                                       |                                                       |                                                       |                                                       |                                                       |                                                       |

### Lignes 31 à 38
| Ligne | Caractéristiques | Caractéristiques                                                                        | Caractéristiques                                                                        | Caractéristiques                                                                        | Caractéristiques                                                                        | Caractéristiques                                                                        | Caractéristiques                                                                        | Caractéristiques                                                                        | Caractéristiques                                                                        |
| 31    | Saint-Sulpice VD, Venoge Sud ⥋ Renens VD, gare sud | Saint-Sulpice VD, Venoge Sud ⥋ Renens VD, gare sud                                      | Saint-Sulpice VD, Venoge Sud ⥋ Renens VD, gare sud                                      | Saint-Sulpice VD, Venoge Sud ⥋ Renens VD, gare sud                                      | Saint-Sulpice VD, Venoge Sud ⥋ Renens VD, gare sud                                      | Saint-Sulpice VD, Venoge Sud ⥋ Renens VD, gare sud                                      | Saint-Sulpice VD, Venoge Sud ⥋ Renens VD, gare sud                                      | Saint-Sulpice VD, Venoge Sud ⥋ Renens VD, gare sud                                      | Saint-Sulpice VD, Venoge Sud ⥋ Renens VD, gare sud                                      |
| ----- | --- | --------------------------------------------------------------------------------------- | --------------------------------------------------------------------------------------- | --------------------------------------------------------------------------------------- | --------------------------------------------------------------------------------------- | --------------------------------------------------------------------------------------- | --------------------------------------------------------------------------------------- | --------------------------------------------------------------------------------------- | --------------------------------------------------------------------------------------- |
| 31    | Ouverture / Fermeture 27 août 2012 / — | Longueur 6,3 km                                                                         | Durée 21 min                                                                            | Nb. d’arrêts 16                                                                         | Matériel Autobus                                                                        | Jours de fonctionnement L, Ma, Me, J, V, S, D                                           | Jour / Soir / Nuit / Fêtes O / O / N / O                                                | Voy. / an 1 142 456                                                                     | Exploitant TL                                                                           |
| 31    | Desserte : - Ville et lieux desservis : Saint-Sulpice (Administration communale, EPFL), Chavannes-près-Renens (UNIL) et Renens - Stations et gares desservies : Gare de Renens, UNIL-Mouline et UNIL-Sorge. |                                                                                         |                                                                                         |                                                                                         |                                                                                         |                                                                                         |                                                                                         |                                                                                         |                                                                                         |
| 31    | Autre : - Zone traversée : 12. - Amplitudes horaires : La ligne fonctionne du lundi au samedi de 6 h 5 à 0 h 20 et les dimanches et fêtes de 6 h 30 à 0 h 25 environ. - Date de dernière mise à jour : 1er juillet 2025. |                                                                                         |                                                                                         |                                                                                         |                                                                                         |                                                                                         |                                                                                         |                                                                                         |                                                                                         |
| 31    | Dernière actualisation : — |                                                                                         |                                                                                         |                                                                                         |                                                                                         |                                                                                         |                                                                                         |                                                                                         |                                                                                         |
| 32    | Villars-Sainte-Croix, En Coulaye (Mex VD, Faraz à certains services) ⥋ Prilly, Galicien | Villars-Sainte-Croix, En Coulaye (Mex VD, Faraz à certains services) ⥋ Prilly, Galicien | Villars-Sainte-Croix, En Coulaye (Mex VD, Faraz à certains services) ⥋ Prilly, Galicien | Villars-Sainte-Croix, En Coulaye (Mex VD, Faraz à certains services) ⥋ Prilly, Galicien | Villars-Sainte-Croix, En Coulaye (Mex VD, Faraz à certains services) ⥋ Prilly, Galicien | Villars-Sainte-Croix, En Coulaye (Mex VD, Faraz à certains services) ⥋ Prilly, Galicien | Villars-Sainte-Croix, En Coulaye (Mex VD, Faraz à certains services) ⥋ Prilly, Galicien | Villars-Sainte-Croix, En Coulaye (Mex VD, Faraz à certains services) ⥋ Prilly, Galicien | Villars-Sainte-Croix, En Coulaye (Mex VD, Faraz à certains services) ⥋ Prilly, Galicien |
| 32    | Ouverture / Fermeture 2 juin 1991 / — | Longueur —                                                                              | Durée 38 min                                                                            | Nb. d’arrêts 27                                                                         | Matériel Autobus                                                                        | Jours de fonctionnement L, Ma, Me, J, V, S, D                                           | Jour / Soir / Nuit / Fêtes O / O / N / O                                                | Voy. / an 1 467 435                                                                     | Exploitant TL                                                                           |
| 32    | Desserte : - Ville et lieux desservis : Mex, Villars-Sainte-Croix, Crissier (Cimetière), Renens, Chavannes-près-Renens et Prilly (Patinoire de Malley) - Stations et gares desservies : Gare de Renens, Malley et Halte de Prilly-Malley à l'arrêt Galicien. |                                                                                         |                                                                                         |                                                                                         |                                                                                         |                                                                                         |                                                                                         |                                                                                         |                                                                                         |
| 32    | Autre : - Zones traversées : 11, 12 et 15. - Amplitudes horaires : La ligne fonctionne du lundi au samedi de 5 h 55 à 0 h 35 et les dimanches et fêtes de 6 h 35 à 0 h 30 environ. - Particularités : La desserte de Mex est effectuée aux heures de pointe en semaine uniquement. En heures creuses, le terminus à En Coulaye à Villars-Sainte-Croix. - Date de dernière mise à jour : 1er juillet 2025. |                                                                                         |                                                                                         |                                                                                         |                                                                                         |                                                                                         |                                                                                         |                                                                                         |                                                                                         |
| 32    | Dernière actualisation : — |                                                                                         |                                                                                         |                                                                                         |                                                                                         |                                                                                         |                                                                                         |                                                                                         |                                                                                         |
| 33    | Saint-Sulpice VD, Venoge Nord ⥋ Prilly, Mont-Goulin | Saint-Sulpice VD, Venoge Nord ⥋ Prilly, Mont-Goulin                                     | Saint-Sulpice VD, Venoge Nord ⥋ Prilly, Mont-Goulin                                     | Saint-Sulpice VD, Venoge Nord ⥋ Prilly, Mont-Goulin                                     | Saint-Sulpice VD, Venoge Nord ⥋ Prilly, Mont-Goulin                                     | Saint-Sulpice VD, Venoge Nord ⥋ Prilly, Mont-Goulin                                     | Saint-Sulpice VD, Venoge Nord ⥋ Prilly, Mont-Goulin                                     | Saint-Sulpice VD, Venoge Nord ⥋ Prilly, Mont-Goulin                                     | Saint-Sulpice VD, Venoge Nord ⥋ Prilly, Mont-Goulin                                     |
| 33    | Ouverture / Fermeture 1991 / — | Longueur 10,8 km                                                                        | Durée 42 min                                                                            | Nb. d’arrêts 29                                                                         | Matériel Autobus                                                                        | Jours de fonctionnement L, Ma, Me, J, V, S, D                                           | Jour / Soir / Nuit / Fêtes O / O / N / O                                                | Voy. / an 2 865 577                                                                     | Exploitant TL                                                                           |
| 33    | Desserte : - Ville et lieux desservis : Saint-Sulpice, Écublens (Centre), Renens, Chavannes-près-Renens et Prilly (Patinoire de Malley, Administration communale) - Stations et gares desservies : Gare de Renens, Malley et Halte de Prilly-Malley à l'arrêt Galicien. |                                                                                         |                                                                                         |                                                                                         |                                                                                         |                                                                                         |                                                                                         |                                                                                         |                                                                                         |
| 33    | Autre : - Zone traversée : 12. - Amplitudes horaires : La ligne fonctionne du lundi au samedi de 5 h 40 à 0 h 30 et les dimanches et fêtes de 6 h à 0 h 25 environ. - Date de dernière mise à jour : 1er juillet 2025. |                                                                                         |                                                                                         |                                                                                         |                                                                                         |                                                                                         |                                                                                         |                                                                                         |                                                                                         |
| 33    | Dernière actualisation : — |                                                                                         |                                                                                         |                                                                                         |                                                                                         |                                                                                         |                                                                                         |                                                                                         |                                                                                         |
| 35    | Bussigny, Riettaz ⥋ Bussigny, gare | Bussigny, Riettaz ⥋ Bussigny, gare                                                      | Bussigny, Riettaz ⥋ Bussigny, gare                                                      | Bussigny, Riettaz ⥋ Bussigny, gare                                                      | Bussigny, Riettaz ⥋ Bussigny, gare                                                      | Bussigny, Riettaz ⥋ Bussigny, gare                                                      | Bussigny, Riettaz ⥋ Bussigny, gare                                                      | Bussigny, Riettaz ⥋ Bussigny, gare                                                      | Bussigny, Riettaz ⥋ Bussigny, gare                                                      |
| 35    | Ouverture / Fermeture 13 décembre 2021 / — | Longueur —                                                                              | Durée 13 min                                                                            | Nb. d’arrêts 12                                                                         | Matériel Autobus                                                                        | Jours de fonctionnement L, Ma, Me, J, V, S, D                                           | Jour / Soir / Nuit / Fêtes O / O / N / O                                                | Voy. / an 129 451                                                                       | Exploitant TL                                                                           |
| 35    | Desserte : - Ville et lieux desservis : Bussigny - Stations et gares desservies : Gare de Bussigny. |                                                                                         |                                                                                         |                                                                                         |                                                                                         |                                                                                         |                                                                                         |                                                                                         |                                                                                         |
| 35    | Autre : - Zone traversée : 15. - Amplitudes horaires : La ligne fonctionne du lundi au vendredi de 6 h 15 à 22 h. - Date de dernière mise à jour : 1er juillet 2025. |                                                                                         |                                                                                         |                                                                                         |                                                                                         |                                                                                         |                                                                                         |                                                                                         |                                                                                         |
| 35    | Dernière actualisation : — |                                                                                         |                                                                                         |                                                                                         |                                                                                         |                                                                                         |                                                                                         |                                                                                         |                                                                                         |
| 36    | Crissier, Closalet ⥋ Renens VD, gare nord | Crissier, Closalet ⥋ Renens VD, gare nord                                               | Crissier, Closalet ⥋ Renens VD, gare nord                                               | Crissier, Closalet ⥋ Renens VD, gare nord                                               | Crissier, Closalet ⥋ Renens VD, gare nord                                               | Crissier, Closalet ⥋ Renens VD, gare nord                                               | Crissier, Closalet ⥋ Renens VD, gare nord                                               | Crissier, Closalet ⥋ Renens VD, gare nord                                               | Crissier, Closalet ⥋ Renens VD, gare nord                                               |
| 36    | Ouverture / Fermeture 13 décembre 2009 / — | Longueur 2,8 km                                                                         | Durée 8 min                                                                             | Nb. d’arrêts 7                                                                          | Matériel Autobus                                                                        | Jours de fonctionnement L, Ma, Me, J, V, S, D                                           | Jour / Soir / Nuit / Fêtes O / O / N / O                                                | Voy. / an 754 471                                                                       | Exploitant TL                                                                           |
| 36    | Desserte : - Ville et lieux desservis : Crissier (Zone commerciale) et Renens - Stations et gares desservies : Gare de Renens. |                                                                                         |                                                                                         |                                                                                         |                                                                                         |                                                                                         |                                                                                         |                                                                                         |                                                                                         |
| 36    | Autre : - Zones traversées : 12 et 15. - Amplitudes horaires : La ligne fonctionne du lundi au jeudi de 6 h à 20 h 30, le vendredi jusqu'à 21 h 50 et le samedi jusqu'à 19 h 10 environ. - Date de dernière mise à jour : 1er juillet 2025. |                                                                                         |                                                                                         |                                                                                         |                                                                                         |                                                                                         |                                                                                         |                                                                                         |                                                                                         |
| 36    | Dernière actualisation : — |                                                                                         |                                                                                         |                                                                                         |                                                                                         |                                                                                         |                                                                                         |                                                                                         |                                                                                         |
| 38    | Renens VD, Avenir ⥋ Prilly, église | Renens VD, Avenir ⥋ Prilly, église                                                      | Renens VD, Avenir ⥋ Prilly, église                                                      | Renens VD, Avenir ⥋ Prilly, église                                                      | Renens VD, Avenir ⥋ Prilly, église                                                      | Renens VD, Avenir ⥋ Prilly, église                                                      | Renens VD, Avenir ⥋ Prilly, église                                                      | Renens VD, Avenir ⥋ Prilly, église                                                      | Renens VD, Avenir ⥋ Prilly, église                                                      |
| 38    | Ouverture / Fermeture 27 août 2012 / — | Longueur 2,4 km                                                                         | Durée 14 min                                                                            | Nb. d’arrêts 11                                                                         | Matériel Autobus                                                                        | Jours de fonctionnement L, Ma, Me, J, V, S, D                                           | Jour / Soir / Nuit / Fêtes O / O / N / O                                                | Voy. / an 395 672                                                                       | Exploitant TL                                                                           |
| 38    | Desserte : - Ville et lieux desservis : Renens, Crissier et Prilly - Stations et gares desservies : Gare de Renens. |                                                                                         |                                                                                         |                                                                                         |                                                                                         |                                                                                         |                                                                                         |                                                                                         |                                                                                         |
| 38    | Autre : - Zone traversée : 12. - Amplitudes horaires : La ligne fonctionne du lundi au samedi de 6 h à 0 h 20 et les dimanches et fêtes à partir de 6 h 35 environ. - Particularités : Du lundi au samedi après 21 h et les dimanches et fêtes, la ligne est exploitée en minibus. - Date de dernière mise à jour : 1er juillet 2025.                                                                     |                                                                                         |                                                                                         |                                                                                         |                                                                                         |                                                                                         |                                                                                         |                                                                                         |                                                                                         |
| 38    | Dernière actualisation : — |                                                                                         |                                                                                         |                                                                                         |                                                                                         |                                                                                         |                                                                                         |                                                                                         |                                                                                         |

### Lignes 41 à 49
| Ligne | Caractéristiques | Caractéristiques                                                                    | Caractéristiques                                                                    | Caractéristiques                                                                    | Caractéristiques                                                                    | Caractéristiques                                                                    | Caractéristiques                                                                    | Caractéristiques                                                                    | Caractéristiques                                                                    |
| 41    | Lausanne, Montolieu ⥋ Lausanne, Sallaz (Lausanne, Praz-Séchaud à certains services) | Lausanne, Montolieu ⥋ Lausanne, Sallaz (Lausanne, Praz-Séchaud à certains services) | Lausanne, Montolieu ⥋ Lausanne, Sallaz (Lausanne, Praz-Séchaud à certains services) | Lausanne, Montolieu ⥋ Lausanne, Sallaz (Lausanne, Praz-Séchaud à certains services) | Lausanne, Montolieu ⥋ Lausanne, Sallaz (Lausanne, Praz-Séchaud à certains services) | Lausanne, Montolieu ⥋ Lausanne, Sallaz (Lausanne, Praz-Séchaud à certains services) | Lausanne, Montolieu ⥋ Lausanne, Sallaz (Lausanne, Praz-Séchaud à certains services) | Lausanne, Montolieu ⥋ Lausanne, Sallaz (Lausanne, Praz-Séchaud à certains services) | Lausanne, Montolieu ⥋ Lausanne, Sallaz (Lausanne, Praz-Séchaud à certains services) |
| ----- | --- | ----------------------------------------------------------------------------------- | ----------------------------------------------------------------------------------- | ----------------------------------------------------------------------------------- | ----------------------------------------------------------------------------------- | ----------------------------------------------------------------------------------- | ----------------------------------------------------------------------------------- | ----------------------------------------------------------------------------------- | ----------------------------------------------------------------------------------- |
| 41    | Ouverture / Fermeture 14 décembre 2008, / — | Longueur 3,9 km                                                                     | Durée 10 / 16 min                                                                   | Nb. d’arrêts 6 / 11                                                                 | Matériel Autobus                                                                    | Jours de fonctionnement L, Ma, Me, J, V, S, D                                       | Jour / Soir / Nuit / Fêtes O / O / N / O                                            | Voy. / an 1 298 203                                                                 | Exploitant TL                                                                       |
| 41    | Desserte : - Ville et lieux desservis : Lausanne (Haute École de travail social et de la santé) - Stations et gares desservies : Sallaz. |                                                                                     |                                                                                     |                                                                                     |                                                                                     |                                                                                     |                                                                                     |                                                                                     |                                                                                     |
| 41    | Autre : - Zone traversée : 12. - Amplitudes horaires : La ligne fonctionne du lundi au samedi de 5 h 40 à 0 h 20 et les dimanches et fêtes à partir de 6 h environ. - Particularités : La desserte de Praz-Séchaud n'est assurée qu'en semaine et aux heures de pointe uniquement. - Date de dernière mise à jour : 1er juillet 2025. |                                                                                     |                                                                                     |                                                                                     |                                                                                     |                                                                                     |                                                                                     |                                                                                     |                                                                                     |
| 41    | Dernière actualisation : — |                                                                                     |                                                                                     |                                                                                     |                                                                                     |                                                                                     |                                                                                     |                                                                                     |                                                                                     |
| 42    | Lausanne, Sallaz ⥋ Lausanne, Foyer | Lausanne, Sallaz ⥋ Lausanne, Foyer                                                  | Lausanne, Sallaz ⥋ Lausanne, Foyer                                                  | Lausanne, Sallaz ⥋ Lausanne, Foyer                                                  | Lausanne, Sallaz ⥋ Lausanne, Foyer                                                  | Lausanne, Sallaz ⥋ Lausanne, Foyer                                                  | Lausanne, Sallaz ⥋ Lausanne, Foyer                                                  | Lausanne, Sallaz ⥋ Lausanne, Foyer                                                  | Lausanne, Sallaz ⥋ Lausanne, Foyer                                                  |
| 42    | Ouverture / Fermeture 14 décembre 2008, / — | Longueur 2,4 km                                                                     | Durée 9 min                                                                         | Nb. d’arrêts 8                                                                      | Matériel Minibus                                                                    | Jours de fonctionnement L, Ma, Me, J, V, S, D                                       | Jour / Soir / Nuit / Fêtes O / O / N / O                                            | Voy. / an 468 524                                                                   | Exploitant TL                                                                       |
| 42    | Desserte : - Ville et lieux desservis : Lausanne (Maison de la Radio) - Stations et gares desservies : Sallaz. |                                                                                     |                                                                                     |                                                                                     |                                                                                     |                                                                                     |                                                                                     |                                                                                     |                                                                                     |
| 42    | Autre : - Zones traversées : 11 et 12. - Amplitudes horaires : La ligne fonctionne du lundi au samedi de 5 h 30 à 21 h 20 et les dimanches et fêtes à partir de 6 h environ. - Date de dernière mise à jour : 1er juillet 2025. |                                                                                     |                                                                                     |                                                                                     |                                                                                     |                                                                                     |                                                                                     |                                                                                     |                                                                                     |
| 42    | Dernière actualisation : — |                                                                                     |                                                                                     |                                                                                     |                                                                                     |                                                                                     |                                                                                     |                                                                                     |                                                                                     |
| 44    | Epalinges, Croisettes ⥋ Épalinges, Ballègue | Epalinges, Croisettes ⥋ Épalinges, Ballègue                                         | Epalinges, Croisettes ⥋ Épalinges, Ballègue                                         | Epalinges, Croisettes ⥋ Épalinges, Ballègue                                         | Epalinges, Croisettes ⥋ Épalinges, Ballègue                                         | Epalinges, Croisettes ⥋ Épalinges, Ballègue                                         | Epalinges, Croisettes ⥋ Épalinges, Ballègue                                         | Epalinges, Croisettes ⥋ Épalinges, Ballègue                                         | Epalinges, Croisettes ⥋ Épalinges, Ballègue                                         |
| 44    | Ouverture / Fermeture 30 septembre 2024 / — | Longueur 2,2 km                                                                     | Durée 7 min                                                                         | Nb. d’arrêts 7                                                                      | Matériel Autobus standard                                                           | Jours de fonctionnement L, Ma, Me, J, V, S, D                                       | Jour / Soir / Nuit / Fêtes O / O / N / O                                            | Voy. / an 37 644                                                                    | Exploitant TL                                                                       |
| 44    | Desserte : - Ville et lieux desservis : Epalinges (Biopôle) - Stations et gares desservies : Croisettes. |                                                                                     |                                                                                     |                                                                                     |                                                                                     |                                                                                     |                                                                                     |                                                                                     |                                                                                     |
| 44    | Autre : - Zones traversées : 12. - Amplitudes horaires : La ligne fonctionne du lundi au dimanche de 5 h 30 à 0 h 30 à une fréquence de 15 minutes la semaine et 20 minutes le week-end. - Date de dernière mise à jour : 1er juillet 2025.                                                                                           |                                                                                     |                                                                                     |                                                                                     |                                                                                     |                                                                                     |                                                                                     |                                                                                     |                                                                                     |
| 44    | Dernière actualisation : — |                                                                                     |                                                                                     |                                                                                     |                                                                                     |                                                                                     |                                                                                     |                                                                                     |                                                                                     |
| 45    | Épalinges, Bois Murat ⥋ Lausanne, Chalet-à-Gobet | Épalinges, Bois Murat ⥋ Lausanne, Chalet-à-Gobet                                    | Épalinges, Bois Murat ⥋ Lausanne, Chalet-à-Gobet                                    | Épalinges, Bois Murat ⥋ Lausanne, Chalet-à-Gobet                                    | Épalinges, Bois Murat ⥋ Lausanne, Chalet-à-Gobet                                    | Épalinges, Bois Murat ⥋ Lausanne, Chalet-à-Gobet                                    | Épalinges, Bois Murat ⥋ Lausanne, Chalet-à-Gobet                                    | Épalinges, Bois Murat ⥋ Lausanne, Chalet-à-Gobet                                    | Épalinges, Bois Murat ⥋ Lausanne, Chalet-à-Gobet                                    |
| 45    | Ouverture / Fermeture — / — | Longueur 5,5 km                                                                     | Durée 18 min                                                                        | Nb. d’arrêts 14                                                                     | Matériel Autobus                                                                    | Jours de fonctionnement L, Ma, Me, J, V, S, D                                       | Jour / Soir / Nuit / Fêtes O / O / N / O                                            | Voy. / an 1 107 903                                                                 | Exploitant TL                                                                       |
| 45    | Desserte : - Ville et lieux desservis : Lausanne (École hôtelière) et Épalinges (Centre-ville) - Stations et gares desservies : Croisettes. |                                                                                     |                                                                                     |                                                                                     |                                                                                     |                                                                                     |                                                                                     |                                                                                     |                                                                                     |
| 45    | Autre : - Zones traversées : 12 et 18. - Amplitudes horaires : La ligne fonctionne du lundi au vendredi de 5 h 30 à 0 h 35, le samedi à partir de 5 h 40 et les dimanches et fêtes à partir de 5 h 50 environ. - Date de dernière mise à jour : 1er juillet 2025.                                                                     |                                                                                     |                                                                                     |                                                                                     |                                                                                     |                                                                                     |                                                                                     |                                                                                     |                                                                                     |
| 45    | Dernière actualisation : — |                                                                                     |                                                                                     |                                                                                     |                                                                                     |                                                                                     |                                                                                     |                                                                                     |                                                                                     |
| 46    | Épalinges, Bois Murat ⥋ Épalinges, Ballègue | Épalinges, Bois Murat ⥋ Épalinges, Ballègue                                         | Épalinges, Bois Murat ⥋ Épalinges, Ballègue                                         | Épalinges, Bois Murat ⥋ Épalinges, Ballègue                                         | Épalinges, Bois Murat ⥋ Épalinges, Ballègue                                         | Épalinges, Bois Murat ⥋ Épalinges, Ballègue                                         | Épalinges, Bois Murat ⥋ Épalinges, Ballègue                                         | Épalinges, Bois Murat ⥋ Épalinges, Ballègue                                         | Épalinges, Bois Murat ⥋ Épalinges, Ballègue                                         |
| 46    | Ouverture / Fermeture années 1990 / — | Longueur 3,4 km                                                                     | Durée 12 min                                                                        | Nb. d’arrêts 11                                                                     | Matériel Autobus                                                                    | Jours de fonctionnement L, Ma, Me, J, V, S, D                                       | Jour / Soir / Nuit / Fêtes O / O / N / O                                            | Voy. / an 643 649                                                                   | Exploitant TL                                                                       |
| 46    | Desserte : - Ville et lieux desservis : Épalinges (Centre-ville) - Stations et gares desservies : Croisettes. |                                                                                     |                                                                                     |                                                                                     |                                                                                     |                                                                                     |                                                                                     |                                                                                     |                                                                                     |
| 46    | Autre : - Zone traversée : 12. - Amplitudes horaires : La ligne fonctionne du lundi au samedi de 5 h 40 à 0 h 20 et les dimanches et fêtes à partir de 5 h 55 environ. - Date de dernière mise à jour : 22 décembre 2024. |                                                                                     |                                                                                     |                                                                                     |                                                                                     |                                                                                     |                                                                                     |                                                                                     |                                                                                     |
| 46    | Dernière actualisation : — |                                                                                     |                                                                                     |                                                                                     |                                                                                     |                                                                                     |                                                                                     |                                                                                     |                                                                                     |
| 47    | Pully, port ⥋ Grandvaux, Pra Grana | Pully, port ⥋ Grandvaux, Pra Grana                                                  | Pully, port ⥋ Grandvaux, Pra Grana                                                  | Pully, port ⥋ Grandvaux, Pra Grana                                                  | Pully, port ⥋ Grandvaux, Pra Grana                                                  | Pully, port ⥋ Grandvaux, Pra Grana                                                  | Pully, port ⥋ Grandvaux, Pra Grana                                                  | Pully, port ⥋ Grandvaux, Pra Grana                                                  | Pully, port ⥋ Grandvaux, Pra Grana                                                  |
| 47    | Ouverture / Fermeture — / — | Longueur 7,6 km                                                                     | Durée 26 min                                                                        | Nb. d’arrêts 22                                                                     | Matériel Autobus                                                                    | Jours de fonctionnement L, Ma, Me, J, V, S, D                                       | Jour / Soir / Nuit / Fêtes O / O / N / O                                            | Voy. / an 1 127 570                                                                 | Exploitant TL                                                                       |
| 47    | Desserte : - Ville et lieux desservis : Pully (Port), Belmont-sur-Lausanne (Centre-ville), Lutry, Bourg-en-Lavaux (Aran) et Grandvaux - Stations et gares desservies : Gare de Pully. |                                                                                     |                                                                                     |                                                                                     |                                                                                     |                                                                                     |                                                                                     |                                                                                     |                                                                                     |
| 47    | Autre : - Zones traversées : 12 et 19. - Amplitudes horaires : La ligne fonctionne du lundi au samedi de 5 h 30 à 0 h 30 et les dimanches et fêtes à partir de 6 h environ. - Date de dernière mise à jour : 1er juillet 2025. |                                                                                     |                                                                                     |                                                                                     |                                                                                     |                                                                                     |                                                                                     |                                                                                     |                                                                                     |
| 47    | Dernière actualisation : — |                                                                                     |                                                                                     |                                                                                     |                                                                                     |                                                                                     |                                                                                     |                                                                                     |                                                                                     |
| 48    | Pully, gare ⥋ Pully, Daillettes | Pully, gare ⥋ Pully, Daillettes                                                     | Pully, gare ⥋ Pully, Daillettes                                                     | Pully, gare ⥋ Pully, Daillettes                                                     | Pully, gare ⥋ Pully, Daillettes                                                     | Pully, gare ⥋ Pully, Daillettes                                                     | Pully, gare ⥋ Pully, Daillettes                                                     | Pully, gare ⥋ Pully, Daillettes                                                     | Pully, gare ⥋ Pully, Daillettes                                                     |
| 48    | Ouverture / Fermeture 30 septembre 1996 / — | Longueur 3,7 km                                                                     | Durée 13 min                                                                        | Nb. d’arrêts 14                                                                     | Matériel Minibus                                                                    | Jours de fonctionnement L, Ma, Me, J, V, S, D                                       | Jour / Soir / Nuit / Fêtes O / O / N / O                                            | Voy. / an 467 628                                                                   | Exploitant TL                                                                       |
| 48    | Desserte : - Ville et lieux desservis : Pully - Stations et gares desservies : Gare de Pully, Gare de Pully-Nord. |                                                                                     |                                                                                     |                                                                                     |                                                                                     |                                                                                     |                                                                                     |                                                                                     |                                                                                     |
| 48    | Autre : - Zone traversée : 11. - Amplitudes horaires : La ligne fonctionne du lundi au samedi de 5 h 35 à 21 h 30 et les dimanches et fêtes à partir de 6 h 5 environ. - Date de dernière mise à jour : 1er juillet 2025. |                                                                                     |                                                                                     |                                                                                     |                                                                                     |                                                                                     |                                                                                     |                                                                                     |                                                                                     |
| 48    | Dernière actualisation : — |                                                                                     |                                                                                     |                                                                                     |                                                                                     |                                                                                     |                                                                                     |                                                                                     |                                                                                     |
| 49    | Pully, Clergère ⥋ Belmont-sur-Lausanne, Grands-Champs | Pully, Clergère ⥋ Belmont-sur-Lausanne, Grands-Champs                               | Pully, Clergère ⥋ Belmont-sur-Lausanne, Grands-Champs                               | Pully, Clergère ⥋ Belmont-sur-Lausanne, Grands-Champs                               | Pully, Clergère ⥋ Belmont-sur-Lausanne, Grands-Champs                               | Pully, Clergère ⥋ Belmont-sur-Lausanne, Grands-Champs                               | Pully, Clergère ⥋ Belmont-sur-Lausanne, Grands-Champs                               | Pully, Clergère ⥋ Belmont-sur-Lausanne, Grands-Champs                               | Pully, Clergère ⥋ Belmont-sur-Lausanne, Grands-Champs                               |
| 49    | Ouverture / Fermeture 9 décembre 2012 / — | Longueur 3,1 km                                                                     | Durée 9 min                                                                         | Nb. d’arrêts 11                                                                     | Matériel Minibus                                                                    | Jours de fonctionnement L, Ma, Me, J, V, S, D                                       | Jour / Soir / Nuit / Fêtes O / O / N / O                                            | Voy. / an 186 339                                                                   | Exploitant TL                                                                       |
| 49    | Desserte : - Ville et lieux desservis : Pully et Belmont-sur-Lausanne (Centre) - Stations et gares desservies : Aucune. |                                                                                     |                                                                                     |                                                                                     |                                                                                     |                                                                                     |                                                                                     |                                                                                     |                                                                                     |
| 49    | Autre : - Zone traversée : 12. - Amplitudes horaires : La ligne fonctionne du lundi au samedi de 5 h 35 à 0 h 20 et les dimanches et fêtes à partir de 6 h 5 environ. - Date de dernière mise à jour : 1er juillet 2025. |                                                                                     |                                                                                     |                                                                                     |                                                                                     |                                                                                     |                                                                                     |                                                                                     |                                                                                     |
| 49    | Dernière actualisation : — |                                                                                     |                                                                                     |                                                                                     |                                                                                     |                                                                                     |                                                                                     |                                                                                     |                                                                                     |

### Lignes 54 à 58
| Ligne | Caractéristiques | Caractéristiques                                                                                            | Caractéristiques                                                                                            | Caractéristiques                                                                                            | Caractéristiques                                                                                            | Caractéristiques                                                                                            | Caractéristiques                                                                                            | Caractéristiques                                                                                            | Caractéristiques                                                                                            |
| 54    | Renens, gare nord ⥋ Le Mont-sur-Lausanne, Grand-Mont | Renens, gare nord ⥋ Le Mont-sur-Lausanne, Grand-Mont                                                        | Renens, gare nord ⥋ Le Mont-sur-Lausanne, Grand-Mont                                                        | Renens, gare nord ⥋ Le Mont-sur-Lausanne, Grand-Mont                                                        | Renens, gare nord ⥋ Le Mont-sur-Lausanne, Grand-Mont                                                        | Renens, gare nord ⥋ Le Mont-sur-Lausanne, Grand-Mont                                                        | Renens, gare nord ⥋ Le Mont-sur-Lausanne, Grand-Mont                                                        | Renens, gare nord ⥋ Le Mont-sur-Lausanne, Grand-Mont                                                        | Renens, gare nord ⥋ Le Mont-sur-Lausanne, Grand-Mont                                                        |
| ----- | --- | --- | --- | --- | --- | --- | --- | --- | --- |
| 54    | Ouverture / Fermeture 9 décembre 2012 / — | Longueur 14,6 km                                                                                            | Durée 35 min                                                                                                | Nb. d’arrêts 18                                                                                             | Matériel Autobus                                                                                            | Jours de fonctionnement L, Ma, Me, J, V, S, D                                                               | Jour / Soir / Nuit / Fêtes O / N / N / O                                                                    | Voy. / an 502 595                                                                                           | Exploitant TL                                                                                               |
| 54    | Desserte : Ville et lieux desservis : Renens, Crissier, Cheseaux-sur-Lausanne, Morrens, Cugy et Le Mont-sur-Lausanne. - Stations et gares desservies : Gare de Renens et Gare de Cheseaux.  | | | | | | | | |
| 54    | Autre : - Zones traversées : 12, 16 et 17. - Amplitudes horaires : La ligne fonctionne du lundi au dimanche de 6 h 15 à 21 h 15 environ. - Date de dernière mise à jour : 1er juillet 2025. | | | | | | | | |
| 54    | Dernière actualisation : — | | | | | | | | |
| 56    | Vufflens-la-Ville, gare ⥋ Bussigny, gare | Vufflens-la-Ville, gare ⥋ Bussigny, gare                                                                    | Vufflens-la-Ville, gare ⥋ Bussigny, gare                                                                    | Vufflens-la-Ville, gare ⥋ Bussigny, gare                                                                    | Vufflens-la-Ville, gare ⥋ Bussigny, gare                                                                    | Vufflens-la-Ville, gare ⥋ Bussigny, gare                                                                    | Vufflens-la-Ville, gare ⥋ Bussigny, gare                                                                    | Vufflens-la-Ville, gare ⥋ Bussigny, gare                                                                    | Vufflens-la-Ville, gare ⥋ Bussigny, gare                                                                    |
| 56    | Ouverture / Fermeture — / — | Longueur —                                                                                                  | Durée 20 min                                                                                                | Nb. d’arrêts 9                                                                                              | Matériel Autobus                                                                                            | Jours de fonctionnement L, Ma, Me, J, V                                                                     | Jour / Soir / Nuit / Fêtes O / N / N / N                                                                    | Voy. / an 26 301                                                                                            | Exploitant TL                                                                                               |
| 56    | Desserte : - Ville et lieux desservis : Mex, Vufflens-la-Ville et Bussigny - Stations et gares desservies : Gare de Vufflens-la-Ville et Gare de Bussigny.                                  | | | | | | | | |
| 56    | Autre : - Zones traversées : 15. - Amplitudes horaires : La ligne fonctionne du lundi au vendredi de 6 h 10 à 19 h 50 environ. - Date de dernière mise à jour : 1er juillet 2025.           | | | | | | | | |
| 56    | Dernière actualisation : — | | | | | | | | |
| 58    | Cossonay-Penthalaz, Gare (Cossonay-Ville, centre ou Penthalaz, poste à certains services) ⥋ Renens VD, Gare                                                                                 | Cossonay-Penthalaz, Gare (Cossonay-Ville, centre ou Penthalaz, poste à certains services) ⥋ Renens VD, Gare | Cossonay-Penthalaz, Gare (Cossonay-Ville, centre ou Penthalaz, poste à certains services) ⥋ Renens VD, Gare | Cossonay-Penthalaz, Gare (Cossonay-Ville, centre ou Penthalaz, poste à certains services) ⥋ Renens VD, Gare | Cossonay-Penthalaz, Gare (Cossonay-Ville, centre ou Penthalaz, poste à certains services) ⥋ Renens VD, Gare | Cossonay-Penthalaz, Gare (Cossonay-Ville, centre ou Penthalaz, poste à certains services) ⥋ Renens VD, Gare | Cossonay-Penthalaz, Gare (Cossonay-Ville, centre ou Penthalaz, poste à certains services) ⥋ Renens VD, Gare | Cossonay-Penthalaz, Gare (Cossonay-Ville, centre ou Penthalaz, poste à certains services) ⥋ Renens VD, Gare | Cossonay-Penthalaz, Gare (Cossonay-Ville, centre ou Penthalaz, poste à certains services) ⥋ Renens VD, Gare |
| 58    | Ouverture / Fermeture 9 août 2021 / — | Longueur 13,1 km                                                                                            | Durée 33 min                                                                                                | Nb. d’arrêts —                                                                                              | Matériel Autobus                                                                                            | Jours de fonctionnement L, Ma, Me, J, V, S, D                                                               | Jour / Soir / Nuit / Fêtes O / N / N / O                                                                    | Voy. / an 168 862                                                                                           | Exploitant TL                                                                                               |
| 58    | Desserte : - Ville et lieux desservis : Cossonay, Penthalaz, Vufflens-la-Ville, Mex et Bussigny-sur-Oron - Stations et gares desservies : Gare de Cossonay-Penthalaz et Gare de Bussigny    | | | | | | | | |
| 58    | Autre : - Zones traversées : 15 et 44. - Amplitudes horaires : La ligne fonctionne du lundi au Dimanche de 6 h 0 à 21 h 30 environ. - Date de dernière mise à jour : 1er juillet 2025.      | | | | | | | | |
| 58    | Dernière actualisation : — | | | | | | | | |

### Lignes 60 à 69
| Ligne | Caractéristiques | Caractéristiques                                                                          | Caractéristiques                                                                          | Caractéristiques                                                                          | Caractéristiques                                                                          | Caractéristiques                                                                          | Caractéristiques                                                                          | Caractéristiques                                                                          | Caractéristiques                                                                          |
| 60    | Lausanne, Riponne Maurice Béjart ⥋ Froideville, Laiterie | Lausanne, Riponne Maurice Béjart ⥋ Froideville, Laiterie                                  | Lausanne, Riponne Maurice Béjart ⥋ Froideville, Laiterie                                  | Lausanne, Riponne Maurice Béjart ⥋ Froideville, Laiterie                                  | Lausanne, Riponne Maurice Béjart ⥋ Froideville, Laiterie                                  | Lausanne, Riponne Maurice Béjart ⥋ Froideville, Laiterie                                  | Lausanne, Riponne Maurice Béjart ⥋ Froideville, Laiterie                                  | Lausanne, Riponne Maurice Béjart ⥋ Froideville, Laiterie                                  | Lausanne, Riponne Maurice Béjart ⥋ Froideville, Laiterie                                  |
| ----- | --- | ----------------------------------------------------------------------------------------- | ----------------------------------------------------------------------------------------- | ----------------------------------------------------------------------------------------- | ----------------------------------------------------------------------------------------- | ----------------------------------------------------------------------------------------- | ----------------------------------------------------------------------------------------- | ----------------------------------------------------------------------------------------- | ----------------------------------------------------------------------------------------- |
| 60    | Ouverture / Fermeture — / — | Longueur 15,9 km                                                                          | Durée 41 min                                                                              | Nb. d’arrêts 19                                                                           | Matériel Autobus                                                                          | Jours de fonctionnement L, Ma, Me, J, V, S, D                                             | Jour / Soir / Nuit / Fêtes O / O / O / O                                                  | Voy. / an 862 694                                                                         | Exploitant TL                                                                             |
| 60    | Desserte : - Ville et lieux desservis : Lausanne (Bois de Sauvabelin), Le Mont-sur-Lausanne (Administration communale), Cugy (Centre-ville), Bretigny-sur-Morrens, Bottens (Centre-ville) et Froideville (Centre-ville) - Stations et gares desservies : Riponne-Maurice Béjart. |                                                                                           |                                                                                           |                                                                                           |                                                                                           |                                                                                           |                                                                                           |                                                                                           |                                                                                           |
| 60    | Autre : - Zones traversées : 11, 12, 17 et 57. - Amplitudes horaires : La ligne fonctionne du lundi au vendredi de 5 h 20 à 1 h 5, le samedi à partir de 5 h 10 et les dimanches et fêtes à partir de 5 h 50 environ. - Réseau nocturne : Les nuits des vendredis et samedis, un service nocturne de la ligne 60 est assuré depuis Lausanne-Gare. - Date de dernière mise à jour : 1er juillet 2025. |                                                                                           |                                                                                           |                                                                                           |                                                                                           |                                                                                           |                                                                                           |                                                                                           |                                                                                           |
| 60    | Dernière actualisation : — |                                                                                           |                                                                                           |                                                                                           |                                                                                           |                                                                                           |                                                                                           |                                                                                           |                                                                                           |
| 64    | Épalinges, Croisettes ⥋ Lausanne, Chalet-à-Gobet (Lausanne, Vuliette à certains services) | Épalinges, Croisettes ⥋ Lausanne, Chalet-à-Gobet (Lausanne, Vuliette à certains services) | Épalinges, Croisettes ⥋ Lausanne, Chalet-à-Gobet (Lausanne, Vuliette à certains services) | Épalinges, Croisettes ⥋ Lausanne, Chalet-à-Gobet (Lausanne, Vuliette à certains services) | Épalinges, Croisettes ⥋ Lausanne, Chalet-à-Gobet (Lausanne, Vuliette à certains services) | Épalinges, Croisettes ⥋ Lausanne, Chalet-à-Gobet (Lausanne, Vuliette à certains services) | Épalinges, Croisettes ⥋ Lausanne, Chalet-à-Gobet (Lausanne, Vuliette à certains services) | Épalinges, Croisettes ⥋ Lausanne, Chalet-à-Gobet (Lausanne, Vuliette à certains services) | Épalinges, Croisettes ⥋ Lausanne, Chalet-à-Gobet (Lausanne, Vuliette à certains services) |
| 64    | Ouverture / Fermeture — / — | Longueur 5,2 / 6,6 km                                                                     | Durée 12 / 18 min                                                                         | Nb. d’arrêts 11 / 14                                                                      | Matériel Autobus                                                                          | Jours de fonctionnement L, Ma, Me, J, V, S, D                                             | Jour / Soir / Nuit / Fêtes O / O / N / O                                                  | Voy. / an 661 316                                                                         | Exploitant TL                                                                             |
| 64    | Desserte : - Ville et lieux desservis : Épalinges et Lausanne (Centre de recherches de Nestlé, École hôtelière) - Stations et gares desservies : Croisettes. |                                                                                           |                                                                                           |                                                                                           |                                                                                           |                                                                                           |                                                                                           |                                                                                           |                                                                                           |
| 64    | Autre : - Zones traversées : 12 et 18. - Amplitudes horaires : La ligne fonctionne tous les jours de 5 h 45 à 0 h 20 environ. - Particularités : - En soirée après 21 h, la ligne est exploitée en minibus ; - En semaine en heures de pointe, la ligne est prolongée à Vulliette et dessert l'école hôtelière. - Date de dernière mise à jour : 1er juillet 2025.                                   |                                                                                           |                                                                                           |                                                                                           |                                                                                           |                                                                                           |                                                                                           |                                                                                           |                                                                                           |
| 64    | Dernière actualisation : — |                                                                                           |                                                                                           |                                                                                           |                                                                                           |                                                                                           |                                                                                           |                                                                                           |                                                                                           |
| 68    | Lutry, gare ⥋ Lutry, Croix/Lutry | Lutry, gare ⥋ Lutry, Croix/Lutry                                                          | Lutry, gare ⥋ Lutry, Croix/Lutry                                                          | Lutry, gare ⥋ Lutry, Croix/Lutry                                                          | Lutry, gare ⥋ Lutry, Croix/Lutry                                                          | Lutry, gare ⥋ Lutry, Croix/Lutry                                                          | Lutry, gare ⥋ Lutry, Croix/Lutry                                                          | Lutry, gare ⥋ Lutry, Croix/Lutry                                                          | Lutry, gare ⥋ Lutry, Croix/Lutry                                                          |
| 68    | Ouverture / Fermeture — / — | Longueur 5,3 km                                                                           | Durée 12 min                                                                              | Nb. d’arrêts 14                                                                           | Matériel Minibus                                                                          | Jours de fonctionnement L, Ma, Me, J, V, S, D                                             | Jour / Soir / Nuit / Fêtes O / O / N / O                                                  | Voy. / an 151 157                                                                         | Exploitant TL                                                                             |
| 68    | Desserte : - Ville et lieux desservis : Lutry (Centre-ville) - Stations et gares desservies : Gare de Lutry et Gare de La Conversion. |                                                                                           |                                                                                           |                                                                                           |                                                                                           |                                                                                           |                                                                                           |                                                                                           |                                                                                           |
| 68    | Autre : - Zone traversée : 12. - Amplitudes horaires : La ligne fonctionne tous les jours de 5 h 20 à 0 h 20 environ. - Date de dernière mise à jour : 1er juillet 2025. |                                                                                           |                                                                                           |                                                                                           |                                                                                           |                                                                                           |                                                                                           |                                                                                           |                                                                                           |
| 68    | Dernière actualisation : — |                                                                                           |                                                                                           |                                                                                           |                                                                                           |                                                                                           |                                                                                           |                                                                                           |                                                                                           |
| 69    | Lutry, port ⥋ Lutry, Landar | Lutry, port ⥋ Lutry, Landar                                                               | Lutry, port ⥋ Lutry, Landar                                                               | Lutry, port ⥋ Lutry, Landar                                                               | Lutry, port ⥋ Lutry, Landar                                                               | Lutry, port ⥋ Lutry, Landar                                                               | Lutry, port ⥋ Lutry, Landar                                                               | Lutry, port ⥋ Lutry, Landar                                                               | Lutry, port ⥋ Lutry, Landar                                                               |
| 69    | Ouverture / Fermeture — / — | Longueur 4 km                                                                             | Durée 10 min                                                                              | Nb. d’arrêts 10                                                                           | Matériel Minibus                                                                          | Jours de fonctionnement L, Ma, Me, J, V                                                   | Jour / Soir / Nuit / Fêtes O / N / N / N                                                  | Voy. / an 34 971                                                                          | Exploitant TL                                                                             |
| 69    | Desserte : - Ville et lieux desservis : Lutry (Port, Centre-ville) - Stations et gares desservies : Gare de Lutry. |                                                                                           |                                                                                           |                                                                                           |                                                                                           |                                                                                           |                                                                                           |                                                                                           |                                                                                           |
| 69    | Autre : - Zone traversée : 12. - Amplitudes horaires : La ligne fonctionne du lundi au vendredi de 5 h 35 à 21 h 20 environ. - Date de dernière mise à jour : 1er juillet 2025. |                                                                                           |                                                                                           |                                                                                           |                                                                                           |                                                                                           |                                                                                           |                                                                                           |                                                                                           |
| 69    | Dernière actualisation : — |                                                                                           |                                                                                           |                                                                                           |                                                                                           |                                                                                           |                                                                                           |                                                                                           |                                                                                           |

### Réseau nocturne
| Ligne | Caractéristiques | Caractéristiques                                            | Caractéristiques                                            | Caractéristiques                                            | Caractéristiques                                            | Caractéristiques                                            | Caractéristiques                                            | Caractéristiques                                            | Caractéristiques                                            |
| N1    | Lausanne, Saint-François ⥋ Le Mont-sur-Lausanne, Grand-Mont | Lausanne, Saint-François ⥋ Le Mont-sur-Lausanne, Grand-Mont | Lausanne, Saint-François ⥋ Le Mont-sur-Lausanne, Grand-Mont | Lausanne, Saint-François ⥋ Le Mont-sur-Lausanne, Grand-Mont | Lausanne, Saint-François ⥋ Le Mont-sur-Lausanne, Grand-Mont | Lausanne, Saint-François ⥋ Le Mont-sur-Lausanne, Grand-Mont | Lausanne, Saint-François ⥋ Le Mont-sur-Lausanne, Grand-Mont | Lausanne, Saint-François ⥋ Le Mont-sur-Lausanne, Grand-Mont | Lausanne, Saint-François ⥋ Le Mont-sur-Lausanne, Grand-Mont |
| ----- | --- | ----------------------------------------------------------- | ----------------------------------------------------------- | ----------------------------------------------------------- | ----------------------------------------------------------- | ----------------------------------------------------------- | ----------------------------------------------------------- | ----------------------------------------------------------- | ----------------------------------------------------------- |
| N1    | Ouverture / Fermeture 17 décembre 2021 / — | Longueur —                                                  | Durée 33 min                                                | Nb. d’arrêts 36                                             | Matériel Autobus                                            | Jours de fonctionnement V, S                                | Jour / Soir / Nuit / Fêtes N / N / O / N                    | Voy. / an 17 963                                            | Exploitant TL                                               |
| N1    | Desserte : - Ville et lieux desservis : Lausanne et Le Mont-sur-Lausanne - Stations et gares desservies : Gare de Lausanne et Gare de Lausanne-Chauderon.                                                                                  |                                                             |                                                             |                                                             |                                                             |                                                             |                                                             |                                                             |                                                             |
| N1    | Autre : - Zone traversée : 11 et 12. - Amplitudes horaires : La ligne fonctionne durant les nuits de vendredi à samedi et de samedi à dimanche de 0 h 45 à 5 h 20 du matin environ. - Date de dernière mise à jour : 1er juillet 2025.     |                                                             |                                                             |                                                             |                                                             |                                                             |                                                             |                                                             |                                                             |
| N1    | Dernière actualisation : — |                                                             |                                                             |                                                             |                                                             |                                                             |                                                             |                                                             |                                                             |
| N2    | Lausanne, Saint-François ⥋ Lausanne, Vers-chez-les-Blanc | Lausanne, Saint-François ⥋ Lausanne, Vers-chez-les-Blanc    | Lausanne, Saint-François ⥋ Lausanne, Vers-chez-les-Blanc    | Lausanne, Saint-François ⥋ Lausanne, Vers-chez-les-Blanc    | Lausanne, Saint-François ⥋ Lausanne, Vers-chez-les-Blanc    | Lausanne, Saint-François ⥋ Lausanne, Vers-chez-les-Blanc    | Lausanne, Saint-François ⥋ Lausanne, Vers-chez-les-Blanc    | Lausanne, Saint-François ⥋ Lausanne, Vers-chez-les-Blanc    | Lausanne, Saint-François ⥋ Lausanne, Vers-chez-les-Blanc    |
| N2    | Ouverture / Fermeture 17 décembre 2021 / — | Longueur —                                                  | Durée 26 min                                                | Nb. d’arrêts 33                                             | Matériel Autobus                                            | Jours de fonctionnement V, S                                | Jour / Soir / Nuit / Fêtes N / N / O / N                    | Voy. / an 17 304                                            | Exploitant TL                                               |
| N2    | Desserte : - Ville et lieux desservis : Lausanne et Épalinges - Stations et gares desservies : Gare de Lausanne et Gare de Lausanne-Chauderon.                                                                                             |                                                             |                                                             |                                                             |                                                             |                                                             |                                                             |                                                             |                                                             |
| N2    | Autre : - Zone traversée : 11, 12 et 18. - Amplitudes horaires : La ligne fonctionne durant les nuits de vendredi à samedi et de samedi à dimanche de 1 h 0 à 4 h 50 du matin environ. - Date de dernière mise à jour : 1er juillet 2025.  |                                                             |                                                             |                                                             |                                                             |                                                             |                                                             |                                                             |                                                             |
| N2    | Dernière actualisation : — |                                                             |                                                             |                                                             |                                                             |                                                             |                                                             |                                                             |                                                             |
| N3    | Lausanne, Saint-François ⥋ Lausanne, Praz-Séchaud | Lausanne, Saint-François ⥋ Lausanne, Praz-Séchaud           | Lausanne, Saint-François ⥋ Lausanne, Praz-Séchaud           | Lausanne, Saint-François ⥋ Lausanne, Praz-Séchaud           | Lausanne, Saint-François ⥋ Lausanne, Praz-Séchaud           | Lausanne, Saint-François ⥋ Lausanne, Praz-Séchaud           | Lausanne, Saint-François ⥋ Lausanne, Praz-Séchaud           | Lausanne, Saint-François ⥋ Lausanne, Praz-Séchaud           | Lausanne, Saint-François ⥋ Lausanne, Praz-Séchaud           |
| N3    | Ouverture / Fermeture 17 décembre 2021 / — | Longueur —                                                  | Durée 31 min                                                | Nb. d’arrêts 28                                             | Matériel Autobus                                            | Jours de fonctionnement V, S                                | Jour / Soir / Nuit / Fêtes N / N / O / N                    | Voy. / an 18 555                                            | Exploitant TL                                               |
| N3    | Desserte : - Ville et lieux desservis : Lausanne - Stations et gares desservies : Gare de Lausanne et Gare de Lausanne-Chauderon. |                                                             |                                                             |                                                             |                                                             |                                                             |                                                             |                                                             |                                                             |
| N3    | Autre : - Zone traversée : 11 et 12. - Amplitudes horaires : La ligne fonctionne durant les nuits de vendredi à samedi et de samedi à dimanche de 0 h 45 à 5 h 20 du matin environ. - Date de dernière mise à jour : 1er juillet 2025.     |                                                             |                                                             |                                                             |                                                             |                                                             |                                                             |                                                             |                                                             |
| N3    | Dernière actualisation : — |                                                             |                                                             |                                                             |                                                             |                                                             |                                                             |                                                             |                                                             |
| N4    | Lausanne, Saint-François ⥋ Mex VD, Les Esserts | Lausanne, Saint-François ⥋ Mex VD, Les Esserts              | Lausanne, Saint-François ⥋ Mex VD, Les Esserts              | Lausanne, Saint-François ⥋ Mex VD, Les Esserts              | Lausanne, Saint-François ⥋ Mex VD, Les Esserts              | Lausanne, Saint-François ⥋ Mex VD, Les Esserts              | Lausanne, Saint-François ⥋ Mex VD, Les Esserts              | Lausanne, Saint-François ⥋ Mex VD, Les Esserts              | Lausanne, Saint-François ⥋ Mex VD, Les Esserts              |
| N4    | Ouverture / Fermeture 17 décembre 2021 / — | Longueur —                                                  | Durée 40 min                                                | Nb. d’arrêts 52                                             | Matériel Autobus                                            | Jours de fonctionnement V, S                                | Jour / Soir / Nuit / Fêtes N / N / O / N                    | Voy. / an 17 638                                            | Exploitant TL                                               |
| N4    | Desserte : - Ville et lieux desservis : Lausanne, Prilly, Renens, Crissier, Bussigny, Villars-Sainte-Croix et Mex - Stations et gares desservies : Gare de Lausanne et Gare de Lausanne-Chauderon.                                         |                                                             |                                                             |                                                             |                                                             |                                                             |                                                             |                                                             |                                                             |
| N4    | Autre : - Zone traversée : 11, 12 et 15. - Amplitudes horaires : La ligne fonctionne durant les nuits de vendredi à samedi et de samedi à dimanche de 0 h 40 à 5 h 35 du matin environ. - Date de dernière mise à jour : 1er juillet 2025. |                                                             |                                                             |                                                             |                                                             |                                                             |                                                             |                                                             |                                                             |
| N4    | Dernière actualisation : — |                                                             |                                                             |                                                             |                                                             |                                                             |                                                             |                                                             |                                                             |
| N5    | Lausanne, Saint-François ⥋ Saint-Sulpice VD, Venoge sud | Lausanne, Saint-François ⥋ Saint-Sulpice VD, Venoge sud     | Lausanne, Saint-François ⥋ Saint-Sulpice VD, Venoge sud     | Lausanne, Saint-François ⥋ Saint-Sulpice VD, Venoge sud     | Lausanne, Saint-François ⥋ Saint-Sulpice VD, Venoge sud     | Lausanne, Saint-François ⥋ Saint-Sulpice VD, Venoge sud     | Lausanne, Saint-François ⥋ Saint-Sulpice VD, Venoge sud     | Lausanne, Saint-François ⥋ Saint-Sulpice VD, Venoge sud     | Lausanne, Saint-François ⥋ Saint-Sulpice VD, Venoge sud     |
| N5    | Ouverture / Fermeture 17 décembre 2021 / — | Longueur —                                                  | Durée 51 min                                                | Nb. d’arrêts 33                                             | Matériel Autobus                                            | Jours de fonctionnement V, S                                | Jour / Soir / Nuit / Fêtes N / N / O / N                    | Voy. / an 16 070                                            | Exploitant TL                                               |
| N5    | Desserte : - Ville et lieux desservis : Lausanne, Renens, Chavannes-près-Renens, Renens, Écublens et Saint-Sulpice - Stations et gares desservies : Gare de Lausanne-Chauderon et Gare de Renens.                                          |                                                             |                                                             |                                                             |                                                             |                                                             |                                                             |                                                             |                                                             |
| N5    | Autre : - Zone traversée : 11 et 12. - Amplitudes horaires : La ligne fonctionne durant les nuits de vendredi à samedi et de samedi à dimanche de 1 h 10 à 5 h 5 du matin environ. - Date de dernière mise à jour : 1er juillet 2025.      |                                                             |                                                             |                                                             |                                                             |                                                             |                                                             |                                                             |                                                             |
| N5    | Dernière actualisation : — |                                                             |                                                             |                                                             |                                                             |                                                             |                                                             |                                                             |                                                             |
| N6    | Lausanne, Saint-François ⥋ Grandvaux, Pra Grana | Lausanne, Saint-François ⥋ Grandvaux, Pra Grana             | Lausanne, Saint-François ⥋ Grandvaux, Pra Grana             | Lausanne, Saint-François ⥋ Grandvaux, Pra Grana             | Lausanne, Saint-François ⥋ Grandvaux, Pra Grana             | Lausanne, Saint-François ⥋ Grandvaux, Pra Grana             | Lausanne, Saint-François ⥋ Grandvaux, Pra Grana             | Lausanne, Saint-François ⥋ Grandvaux, Pra Grana             | Lausanne, Saint-François ⥋ Grandvaux, Pra Grana             |
| N6    | Ouverture / Fermeture 17 décembre 2021 / — | Longueur —                                                  | Durée 26 min                                                | Nb. d’arrêts 46                                             | Matériel Autobus                                            | Jours de fonctionnement V, S                                | Jour / Soir / Nuit / Fêtes N / N / O / N                    | Voy. / an 16 318                                            | Exploitant TL                                               |
| N6    | Desserte : - Ville et lieux desservis : Lausanne, Pully, Paudex, Lutry, Bourg-en-Lavaux (Aran) et Grandvaux - Stations et gares desservies : Gare de Lausanne, Gare de Lausanne-Chauderon et Gare de La Conversion.                        |                                                             |                                                             |                                                             |                                                             |                                                             |                                                             |                                                             |                                                             |
| N6    | Autre : - Zone traversée : 11, 12 et 19. - Amplitudes horaires : La ligne fonctionne durant les nuits de vendredi à samedi et de samedi à dimanche de 1 h 0 à 4 h 55 du matin environ. - Date de dernière mise à jour : 1er juillet 2025.  |                                                             |                                                             |                                                             |                                                             |                                                             |                                                             |                                                             |                                                             |
| N6    | Dernière actualisation : — |                                                             |                                                             |                                                             |                                                             |                                                             |                                                             |                                                             |                                                             |

### Lignes Taxibus
| Ligne | Caractéristiques | Caractéristiques                            | Caractéristiques                            | Caractéristiques                            | Caractéristiques                            | Caractéristiques                              | Caractéristiques                            | Caractéristiques                            | Caractéristiques                            |
| 952   | Taxibus Pully-Belmont | Taxibus Pully-Belmont                       | Taxibus Pully-Belmont                       | Taxibus Pully-Belmont                       | Taxibus Pully-Belmont                       | Taxibus Pully-Belmont                         | Taxibus Pully-Belmont                       | Taxibus Pully-Belmont                       | Taxibus Pully-Belmont                       |
| 952   | Pully-Belmont ⥋ desserte de la zone Taxibus | Pully-Belmont ⥋ desserte de la zone Taxibus | Pully-Belmont ⥋ desserte de la zone Taxibus | Pully-Belmont ⥋ desserte de la zone Taxibus | Pully-Belmont ⥋ desserte de la zone Taxibus | Pully-Belmont ⥋ desserte de la zone Taxibus   | Pully-Belmont ⥋ desserte de la zone Taxibus | Pully-Belmont ⥋ desserte de la zone Taxibus | Pully-Belmont ⥋ desserte de la zone Taxibus |
| ----- | --- | ------------------------------------------- | ------------------------------------------- | ------------------------------------------- | ------------------------------------------- | --------------------------------------------- | ------------------------------------------- | ------------------------------------------- | ------------------------------------------- |
| 952   | Ouverture / Fermeture — / — | Longueur —                                  | Durée —                                     | Nb. d’arrêts 29                             | Matériel Taxi                               | Jours de fonctionnement L, Ma, Me, J, V, S, D | Jour / Soir / Nuit / Fêtes O / O / N / O    | Voy. / an —                                 | Exploitant —                                |
| 952   | Desserte : - Ville et lieux desservis : Pully - Stations et gares desservies : |                                             |                                             |                                             |                                             |                                               |                                             |                                             |                                             |
| 952   | Autre : - Zones traversées : 11, 12 et 18. - Amplitudes horaires : La ligne fonctionne tous les jours de 6 h 10 à 0 h 10 environ. - Particularités : Service accessible avec un supplément tarifaire de 2 CHF depuis ou à destination d'un arrêt desservi et vers ou depuis une adresse située dans la zone. - Date de dernière mise à jour : 13 novembre 2022. |                                             |                                             |                                             |                                             |                                               |                                             |                                             |                                             |
| 952   | Dernière actualisation : — |                                             |                                             |                                             |                                             |                                               |                                             |                                             |                                             |
| 954   | Taxibus Lutry | Taxibus Lutry                               | Taxibus Lutry                               | Taxibus Lutry                               | Taxibus Lutry                               | Taxibus Lutry                                 | Taxibus Lutry                               | Taxibus Lutry                               | Taxibus Lutry                               |
| 954   | Lutry ⥋ desserte de la zone Taxibus |                                             |                                             |                                             |                                             |                                               |                                             |                                             |                                             |
| 954   | Ouverture / Fermeture — / — | Longueur —                                  | Durée —                                     | Nb. d’arrêts 44                             | Matériel Taxi                               | Jours de fonctionnement L, Ma, Me, J, V, S, D | Jour / Soir / Nuit / Fêtes O / O / N / O    | Voy. / an —                                 | Exploitant —                                |
| 954   | Desserte : - Ville et lieux desservis : Lutry - Stations et gares desservies : |                                             |                                             |                                             |                                             |                                               |                                             |                                             |                                             |
| 954   | Autre : - Zones traversées : 12 et 19. - Amplitudes horaires : La ligne fonctionne tous les jours de 6 h 10 à 0 h 10 environ. - Particularités : Service accessible avec un supplément tarifaire de 2 CHF depuis ou à destination d'un arrêt desservi et vers ou depuis une adresse située dans la zone. - Date de dernière mise à jour : 13 novembre 2022.     |                                             |                                             |                                             |                                             |                                               |                                             |                                             |                                             |
| 954   | Dernière actualisation : — |                                             |                                             |                                             |                                             |                                               |                                             |                                             |                                             |
| 956   | Taxibus Montheron | Taxibus Montheron                           | Taxibus Montheron                           | Taxibus Montheron                           | Taxibus Montheron                           | Taxibus Montheron                             | Taxibus Montheron                           | Taxibus Montheron                           | Taxibus Montheron                           |
| 956   | Cugy, Village ⥋ Lausanne, Chalet-Marin |                                             |                                             |                                             |                                             |                                               |                                             |                                             |                                             |
| 956   | Ouverture / Fermeture — / — | Longueur —                                  | Durée —                                     | Nb. d’arrêts 5                              | Matériel Taxi                               | Jours de fonctionnement L, Ma, Me, J, V, S, D | Jour / Soir / Nuit / Fêtes O / O / N / O    | Voy. / an —                                 | Exploitant —                                |
| 956   | Desserte : - Ville et lieux desservis : Lausanne et Cugy - Stations et gares desservies : |                                             |                                             |                                             |                                             |                                               |                                             |                                             |                                             |
| 956   | Autre : - Zone traversée : 17. - Amplitudes horaires : La ligne fonctionne tous les jours de 5 h 30 à 0 h 40 environ. - Particularités : Service accessible sans supplément tarifaire depuis et à destination d'un des arrêts desservis. - Date de dernière mise à jour : 13 novembre 2022.                                                                     |                                             |                                             |                                             |                                             |                                               |                                             |                                             |                                             |
| 956   | Dernière actualisation : — |                                             |                                             |                                             |                                             |                                               |                                             |                                             |                                             |
| 959   | Taxibus Épalinges | Taxibus Épalinges                           | Taxibus Épalinges                           | Taxibus Épalinges                           | Taxibus Épalinges                           | Taxibus Épalinges                             | Taxibus Épalinges                           | Taxibus Épalinges                           | Taxibus Épalinges                           |
| 959   | Épalinges ⥋ desserte de la zone Taxibus |                                             |                                             |                                             |                                             |                                               |                                             |                                             |                                             |
| 959   | Ouverture / Fermeture — / — | Longueur —                                  | Durée —                                     | Nb. d’arrêts 21                             | Matériel Taxi                               | Jours de fonctionnement L, Ma, Me, J, V, S, D | Jour / Soir / Nuit / Fêtes O / O / N / O    | Voy. / an —                                 | Exploitant —                                |
| 959   | Desserte : - Ville et lieux desservis : Épalinges - Stations et gares desservies : |                                             |                                             |                                             |                                             |                                               |                                             |                                             |                                             |
| 959   | Autre : - Zone traversée : 12. - Amplitudes horaires : La ligne fonctionne tous les jours de 6 h à 0 h environ. - Particularités : Service accessible avec un supplément tarifaire de 2 CHF depuis ou à destination d'un arrêt desservi et vers ou depuis une adresse située dans la zone. - Date de dernière mise à jour : 13 novembre 2022.                   |                                             |                                             |                                             |                                             |                                               |                                             |                                             |                                             |
| 959   | Dernière actualisation : — |                                             |                                             |                                             |                                             |                                               |                                             |                                             |                                             |